# Sorana Cîrstea
Sorana-Mihaela Cîrstea (n. 7 aprilie 1990, București, România) este o jucătoare profesionistă de tenis din România. La simplu, cea mai bună clasare a sa a fost locul 21 mondial la 12 august 2013. La dublu, cea mai înaltă poziție în clasament a fost locul 35, pe care l-a atins la 9 martie 2009. Cele mai mari realizări ale sale: sferturi de finală la Openul Franței în 2009 și US Open în 2023 și finala Cupei Rogers din 2013. De-a lungul carierei sale, Cîrstea a învins 13 jucătoare din Top 10: Jelena Janković, Anna Chakvetadze, Caroline Wozniacki, Francesca Schiavone, Sam Stosur, Vera Zvonareva, Marion Bartoli, Angelique Kerber, Petra Kvitová, Li Na, Sara Errani, Karolína Plíšková, Caroline Garcia și Arina Sabalenka.

## Viața timpurie și personală
Cîrstea s-a născut ca fiică a lui Mihai și Liliana în București.  Ea locuiește în Târgoviște, orașul natal al părinților ei.  Are un frate mai mic, Mihnea. Cîrstea a fost introdusă în tenis la vârsta de patru ani de către mama ei. Tatăl Soranei deține o fabrică de înghețată în Târgoviște. Ea i-a citat pe Steffi Graf și Roger Federer drept idolii ei. 

## Carieră

### 2005–2006: ultimii ani de juniori și transformarea în profesionistă
Cîrstea este o fostă jucătoare din top 10 din Circuitul de juniori ITF, ajungând la cea mai înaltă clasare combinată de nr. 6 în 2006. Cele mai bune rezultate ale ei includ un titlu la Openul german de juniori din 2005 (de gradul 1), turneu în care a fost finalistă în anul de înainte, învingând-o pe Erika Zanchetta în trei seturi în finală și un loc secund la Trofeo Bonfiglio 2006 (Grad A), unde a pierdut în finală în fața compatrioatei Ioana Raluca Olaru după ce a învins-o pe cea mai bună jucătoare mondială de juniori Anastasia Pavliucenkova în semifinale. De asemenea, a făcut apariții finale la turneele de juniori de clasa 1 de sfârșit de an, Eddie Herr International și Cupa Mondială Yucatán, în 2005 și 2006, și la Opus Nottinghill International în 2006.
Ea a devenit profesionistă în 2006 și a încheiat anul pe locul 353 în clasamentul WTA.

### 2007–2008: primul titlu WTA și intrarea în top 40

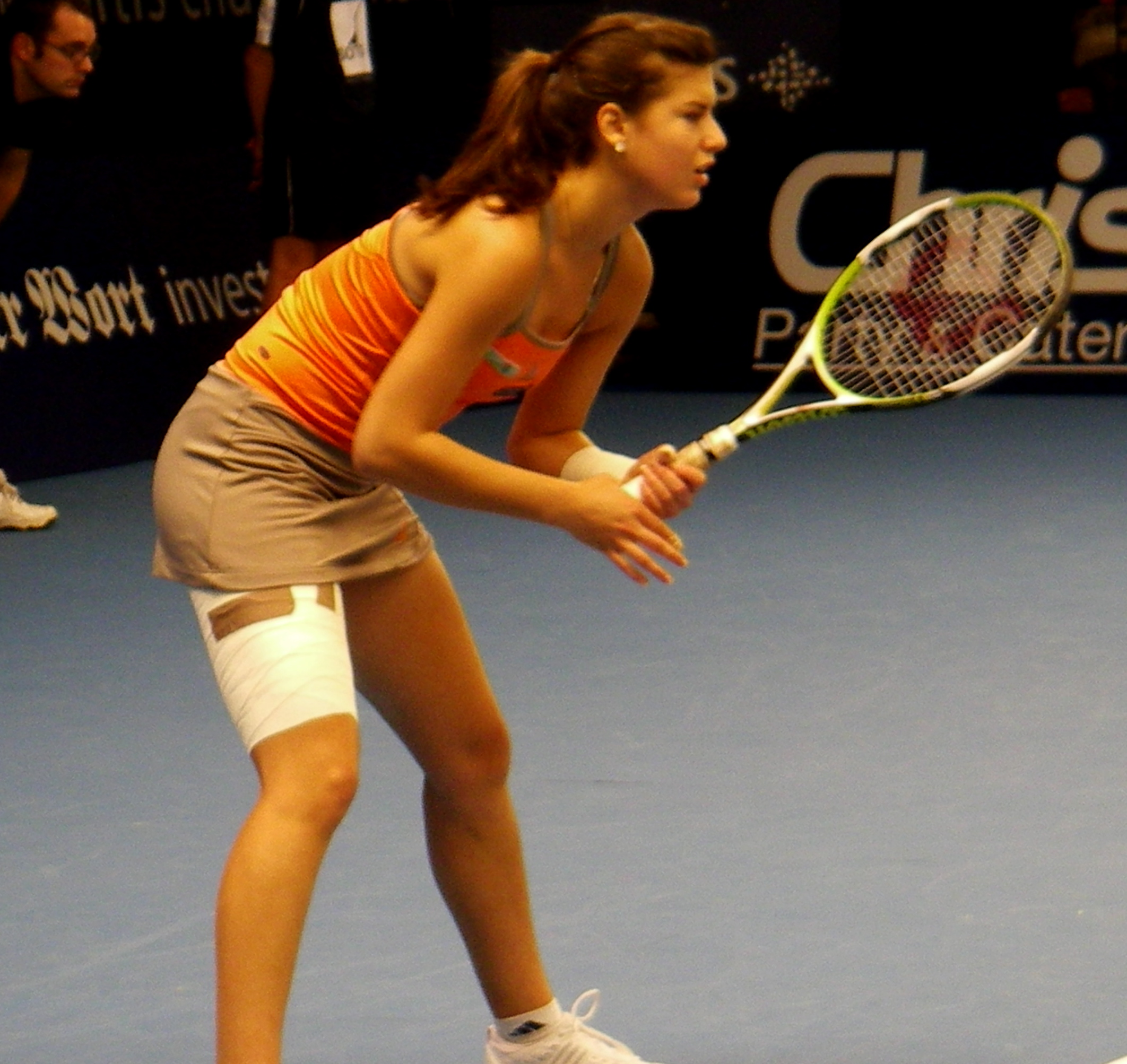
Sorana Cîrstea în 2008

În aprilie 2007, ea a ajuns în finala Grand Prix-ului de la Budapesta, un eveniment de nivel III, ca calificare. Toate meciurile ei din tabloul principal au fost în trei seturi. Ea a învins-o pe Martina Müller în turul doi, pe Eleni Daniilidou în sferturi și pe Karin Knapp în semifinale înainte de a pierde în finală cu Gisela Dulko. Ea a fost prima româncă care a ajuns într-o finală a Turului WTA de la Ruxandra Dragomir în iunie 2000. În timpul parcursului său, a învins două jucătoare clasate în top 40. Luna următoare, Cîrstea a jucat în turneul de juniori de la French Open 2007, unde a ajuns în finala de dublu cu Alexa Glatch, pierzând în fața a cap de serie numărul trei Xenia Milevskaia și Urszula Radwańska.
Ea a concurat pentru România la simplu feminin la Jocurile Olimpice de vară din 2008, pierzând în primul tur în fața lui Shahar Pe'er.  În octombrie 2008, Cîrstea a câștigat primul ei titlu WTA la Tașkent învingând cap de serie numărul patru și numărul 64 mondial, Sabine Lisicki, în trei seturi. Ea a câștigat, de asemenea, primele două titluri WTA la dublu în acel an. La sfârșitul anului 2008, se afla pe locul 36 în clasamentul WTA de simplu și pe locul 1 între româncele jucătoare de tenis la doar 18 ani.

### 2009: Primele sferturi de Grand Slam la Roland Garros

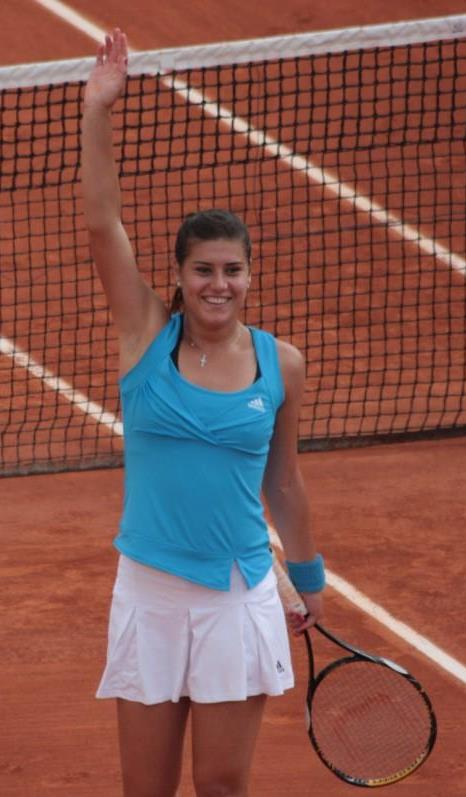
Cîrstea la French Open 2009

Anul 2009 a fost un an greu pentru Sorana Cîrstea, ajungând în faza sferturilor de finală la turneul de la Roland Garros, iar la turneul WTA de la Los Angeles a ajuns în semifinale unde a fost învinsă de australianca Samantha Stosur.
Cîrstea a început noul sezon pierzând cu Dinara Safina la Sydney International, în seturi drepte. În turneul de dublu, ea s-a asociat cu Vera Dushevina și a ajuns în turul doi, învingând tandemul Kuznetsova/Petrova înainte de a pierde în fața Black/Huber. La Australian Open, ea a pierdut în prima rundă de simplu în fața a Melinda Czink, dar a ajuns în turul doi la dublu cu Monica Niculescu, învingându-le pe Ditty/Gullickson și pierzând în fața a Dechy/Santangelo.
Cîrstea a pierdut în primele tururi ale Campionatelor Open GdF Suez și Dubai , în fața Nathalie Dechy și, respectiv, Dominika Cibulková. La dublu, ea s-a asociat din nou cu Monica Niculescu la Suez, ajungând în semifinale înainte ca accidentarea s-o forțeze să piardă într-un walkover cu Peschke/Raymond. În Dubai, ea s-a asociat cu Arina Rodionova și au pierdut în primul tur în fața Kirilenko/Radwańska. Cîrstea a primit un bye în primul tur la Indian Wells , dar a pierdut în al doilea cu Elena Vesnina. În turneul de dublu, ea s-a asociat cu Galina Voskoboeva și a pierdut în primul tur cu Mattek-Sands/Washington. Cîrstea și-a încheiat sezonul pe teren dur cu o înfrângere în primul tur al Miami Open în fața calificatei Mariya Koryttseva. Efortul ei de dublu de la Miami cu Caroline Wozniacki s-a încheiat și el în primul tur, cu o înfrângere în fața a Kuznetsova/Mauresmo.
Sezonul ei pe teren pe zgură a început cu ocazia inaugurală Andalucia Tennis Experience din Marbella. A ajuns în semifinale, învingând-o pe Ioana Olaru , Andreja Klepač și Kaia Kanepi , înainte de a pierde în fața Carlei Suárez Navarro. La dublu s-a asociat cu Ioana Olaru și au ajuns în sferturi, înainte de a pierde cu Hercog/Ulirova. La Barcelona Ladies Open , Cîrstea a pierdut în primul tur al turneului de simplu în fața Anastasiya Yakimova , dar a ajuns în finala turneului de dublu cu Andreja Klepač. Ele le-au învins pe Grönefeld/Senoglu, Ani/Voráčová și Hlaváčková/Hradecká, înainte de a pierde cu Vives/Sanchez în finală. O săptămână mai târziu, la Fes, Cîrstea a pierdut din nou în primul tur al turneului de simplu, în fața Lourdes Domínguez Lino , și a ajuns din nou în finala turneului de dublu, cu Maria Kirilenko. Cîrstea/Kirilenko le-au învins pe Fernandez-Brugues/Thorpe, Czink/Keothavong și Hercog/Olaru, înainte de a pierde cu Kleybanova/Makarova în trei seturi.
La Estoril Open , Cîrstea a ajuns în sferturile de finală ale turneului de simplu, învingându-le pe Kimiko Date-Krumm și Maret Ani , înainte de a pierde în fața eventualei campioane Yanina Wickmayer. La dublu, ea s-a asociat din nou cu Kirilenko, învingând-o pe Ivanova/Yakimova, înainte de a pierde cu Coin/Pelletier în sferturi. La Madrid , ea a pierdut în primele runde atât ale turneelor de simplu, cât și ale celui de dublu, pierzând în fața a Alona Bondarenko în două seturi la simplu și s-a asociat cu Vladimíra Uhlířová la dublu pentru a pierde cu Makarova/Kudrayvtseva în super-breaker.
Cîrstea a avut apoi turneul revoluționar la French Open. Ea a început cu victorii în fața lui Carly Gullickson și o supărare al celui 21-lea cap de serie, Alizé Cornet, pentru a avansa în runda a treia a unui turneu de Grand Slam pentru prima dată. Apoi și-a învins partenera de dublu Wozniacki, a zecea cap de serie. Cîrstea și-a continuat parcursul puțin probabil cu o victorie de 3–6, 6–0, 9–7 față de Jelena Janković, cap de serie a cincea, pentru a ajunge la primul ei sfert de finală de Grand Slam,  unde a înfruntat capul de serie a 30-a Sam Stosur , pierzând în seturi consecutive. Efortul ei de dublu cu Wozniacki s-a încheiat în primul tur cu o înfrângere în fața a Pennetta/Kirilenko.

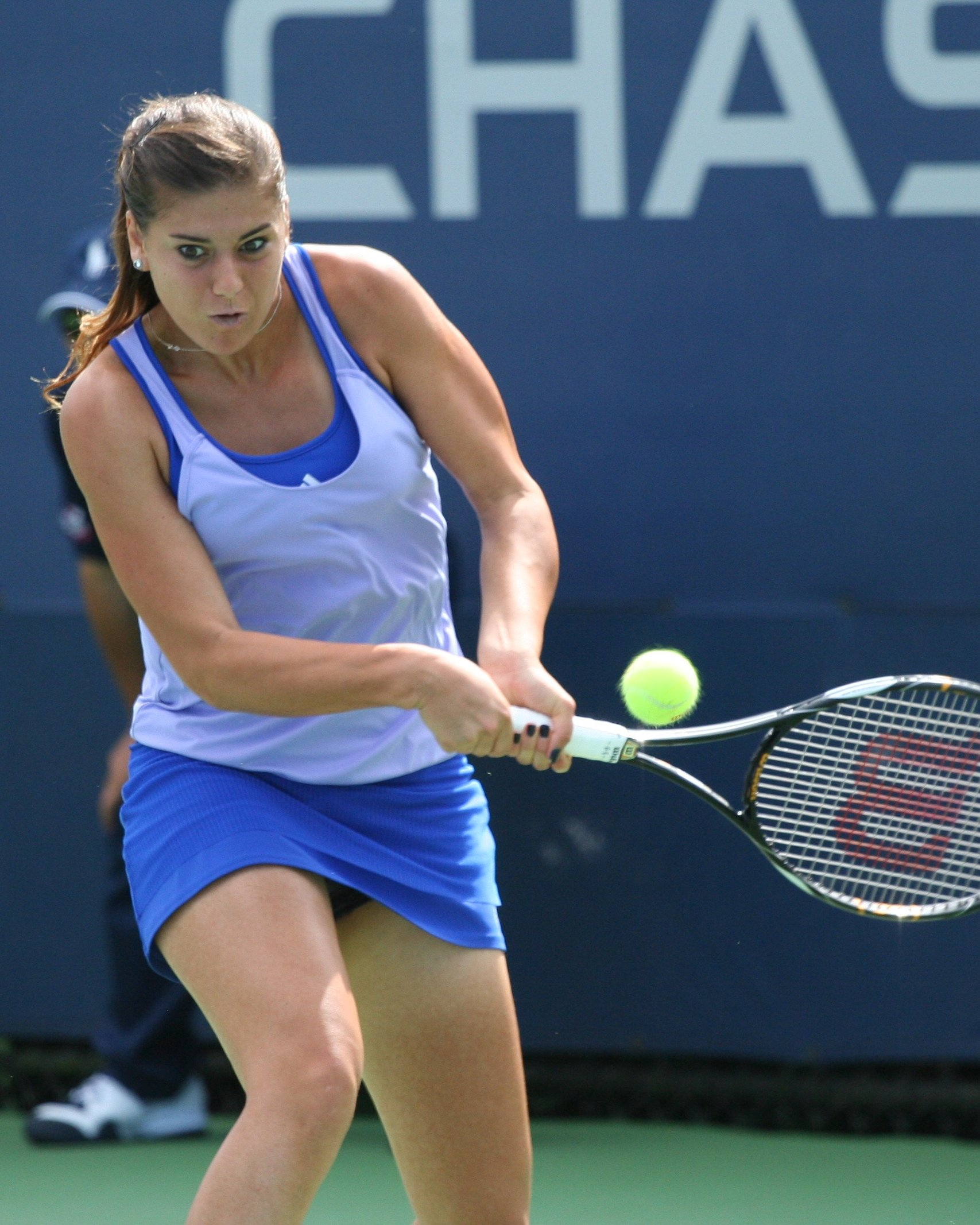
Cîrstea la US Open 2009

La Rosmalen Open din Olanda, ea a învins-o pe Niculescu în trei seturi, dar a pierdut în turul doi în fața Yaninei Wickmayer. Ea a făcut pereche cu Dinara Safina pentru turneul de dublu, învingând-o pe Grönefeld/Niculescu în primul tur și pierzând cu Errani/Pennetta în turul doi. La Wimbledon , Cîrstea a fost cap de serie pe locul 28. Ea le-a învins pe Edina Gallovits și Sania Mirza în primele două runde, dar a pierdut în fața capului de serie a opta Victoria Azarenka în turul al treilea. La dublu, ea s-a asociat din nou cu Wozniacki, dar a pierdut în turul doi în fața lui Koryttseva/Poutchek. La Openul Suediei de la Båstad, Cîrstea a învins-o pe calificata Johanna Larssonînainte de a pierde cu Gisela Dulko în turul doi. Ea și Wozniacki au pierdut în turul doi în fața a Kondratieva/Lefevre. Două săptămâni mai târziu, Cîrstea a pierdut în primul tur al Stanford Classic în fața a Agnieszka Radwańska. În parteneriat cu Maria Kirilenko, ea a ajuns în semifinalele de dublu, învingând Granville/Gullickson și Coin/Pelletier, înainte de a pierde în fața a Chan/Niculescu.
Cîrstea a mai avut un parcurs improbabil la Campionatele LA din august. Ea le-a întrecut pe Wozniacki și Radwańska, în ciuda faptului că Radwańska a servit pentru meci în setul al treilea, dar a pierdut cu Stosur în semifinale. Cîrstea/Wozniacki au pierdut în primul tur al dublu în fața a Chang/Yan. La Masters de la Cincinnati , ea le-a învins pe Meghann Shaughnessy și pe Anna-Lena Grönefeld înainte de a pierde în fața celei de-a patra cap de serie Elena Dementieva , dar a obținut un loc înalt în carieră, pe locul 23. La US Open , Cîrstea a fost cap de serie numărul 24. Ea le-a învins pe Ayumi Morita și Stéphanie Duboisînainte de a pierde în turul al treilea în fața eventualei finaliste Wozniacki, cap de serie numărul 9 și partenerul ei de dublu. Cîrstea/Wozniacki le-au învins pe Bammer/Schruff și Azarenka/Zvonareva înainte de a pierde în turul al treilea în fața eventualelor campioane, Williams/Williams. După US Open, Cîrstea a pierdut următoarele cinci meciuri, în Korea Open, Pan Pacific Open, China Open , Linz Open și Kremlin Cup.
Ea a terminat 2009 pe locul 43 în lume, cu un record de 21-24 de meciuri.

### 2010: Lupte pentru a rămâne în formă

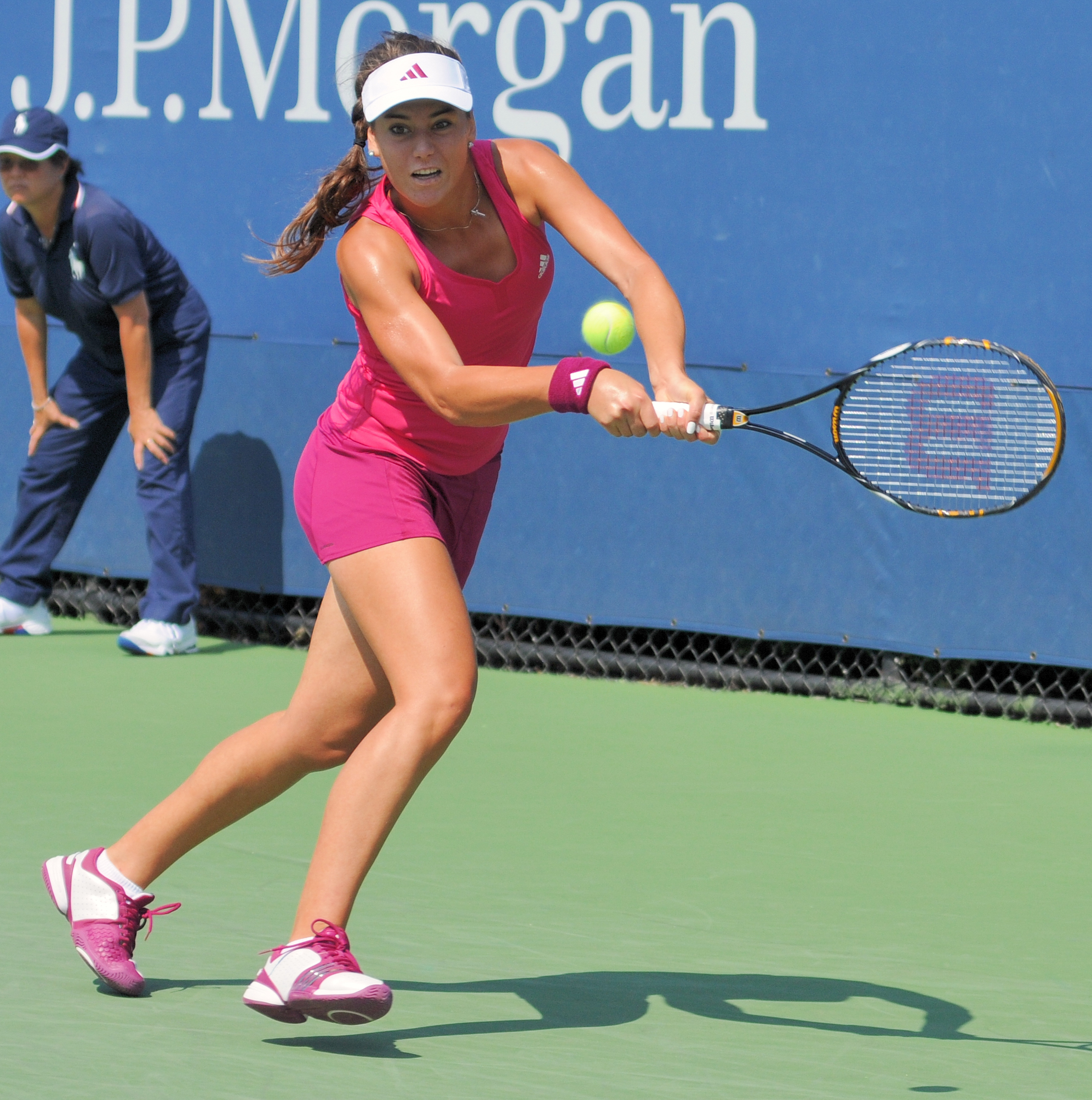
Cîrstea la US Open 2010

În 2010, Sorana reprezintă România la Cupa Hopman alături de Victor Hănescu. Cei doi nu trec de Round Robin, însă. La Australian Open ajunge în turul 2 unde este învinsă de Alisa Kleybanova cu 4–6, 3–6. Următorul turneu la care participă Sorana este Open GDF Suez, dar pierde în primul tur în fața americancei Melanie Oudin cu 3-6, 0-6. La BNP Paribas Open ajunge în turul 2, trecând de estonianca Kaia Kanepi și pierzând apoi la chinezoaica cap de serie 18 Jie Zheng cu 3-6, 5-7. Apoi la Sony Ericsson Open de la Miami trece de portugheza Michelle Larcher de Brito cu 7-5, 7-6(9), dar pierde în turul 2 la Venus Williams, cap de serie 3. Pe zgură, la Andalucia Tennis Experience de la Marbella trece în turul 1 de favorita 6 Maria Kirilenko cu 4-6, 7-6(2), 6-4, dar în turul 2 pierde 4-6, 6-7 la Simona Halep. Următorul turneu este Barcelona Ladies Open, unde ajunge, de asemenea, până în turul 2, trecând de Tamira Paszek, apoi pierzând la Iveta Benesova cu 1-6, 4-6.
La Estoril Open, în Portugalia, este desemnată favorita 2 și trece în turul 1 de Ioana Raluca Olaru cu 6-3, 3-6, 6-1, în turul 2 de Michelle Larcher de Brito cu 7-5, 7-5, în sferturi de olandeza Arantxa Rus cu 6-4, 6-1, însă pierde în semifinale la Arantxa Parra Santonja cu 1-6, 4-6. Tot la Estoril, Sorana câștigă turneul de dublu, făcând pereche cu Anabel Medina Garrigues.
La Roland Garros a fost învinsă în primul tur de campioana en-titre, rusoaica Svetlana Kuznetsova cu 3-6, 1-6. Pe iarbă, la AEGON International o învinge în primul tur pe proaspăta campioana de la Roland Garros, italianca Francesca Schiavone, dar în turul 2 pierde, din nou, la Svetlana Kuznetsova cu 6-4, 7-6(6), 7-6(4). La Wimbledon, este eliminată din primul tur de viitoarea semifinalistă, cehoaica Petra Kvitová cu 2-6, 2-6. În iulie, ajunge în sferturile de finală a 2 turnee, İstanbul Cup pierzând la rusoaica Anastasia Pavlyuchenkova, viitoarea câștigătoare și e-Boks Danish Open, pierzând la cehoaica Klára Zakopalová. Se califică pe tabloul principal al turneului de la Cincinnati, dar pierde în primul tur la Sybille Bammer. La US Open este eliminată din primul tur de suedeza Sofia Ardvinson.

### 2011: Reintrarea în top 60

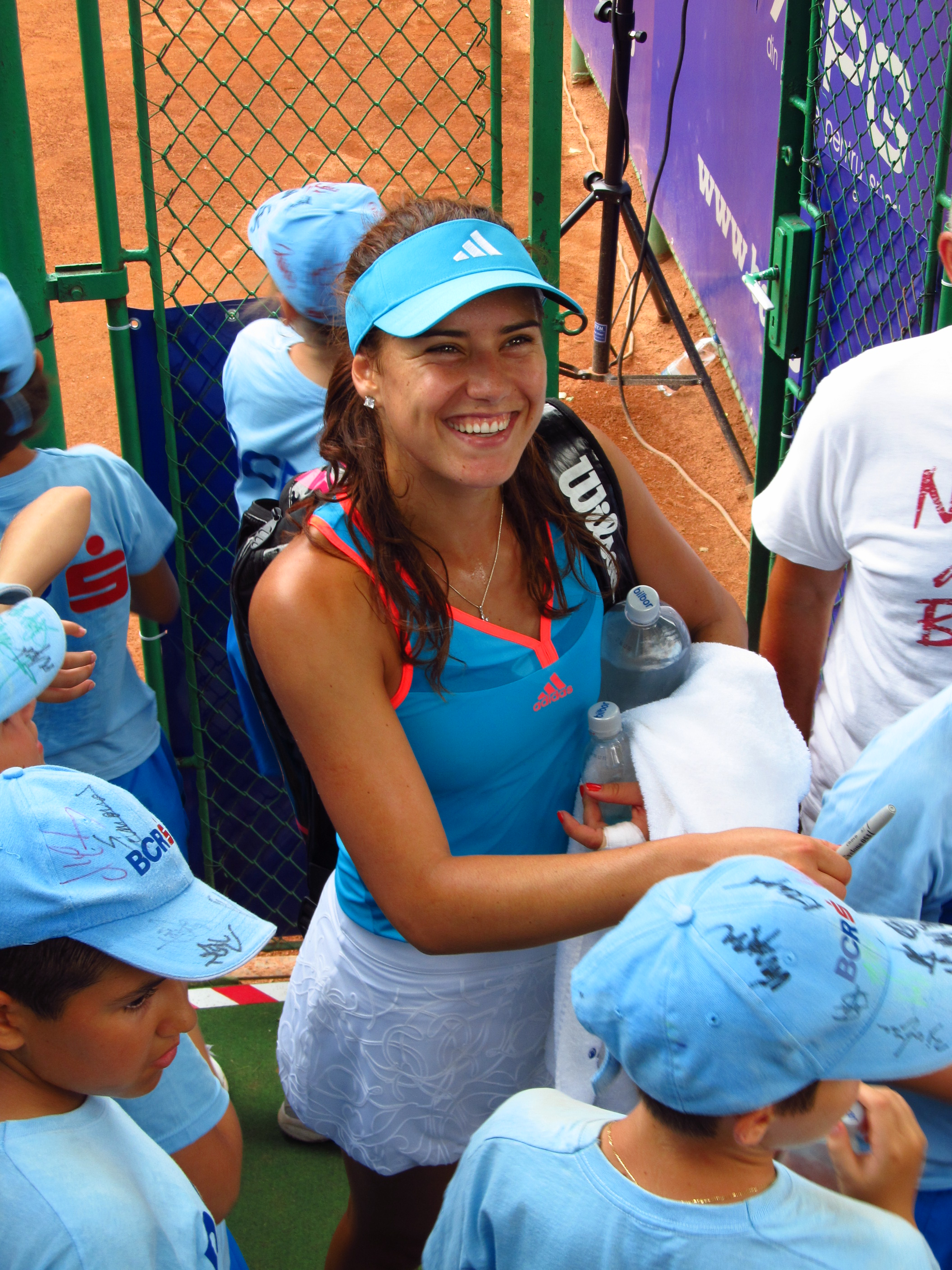
Cîrstea la BCR Open Romania Ladies 2011

La Australian Open, trece în primul tur de croata Mirjana Lučić, dar a pierdut în turul 2 la israelianca Shahar Peer cu 3-6, 2-6. Se califică pe tabloul principal la Indian Wells, dar pierde în turul 2 la Alla Kudryavtseva cu 6-3, 3-6, 3-6. La Miami primește un wild-card dar pierde în primul tur la chinezoaica Jie Zheng 6-3, 1-6, 6-7(2). La Roland Gaross trece în primul tur de elvețianca Patty Schnyder, iar în turul 2 de favorita 27 Alexandra Dulgheru, dar pierde la favorita 6, chinezoaica Na Li cu 2-6, 2-6.

### 2012: Urcarea în top 30
Cîrstea a început anul 2012 pe locul 60 în lume.  Primul ei turneu la Auckland , ea a pierdut în primul tur în fața Flavia Pennetta. La dublu, ea a colaborat cu Darija Jurak din Croația; au pierdut meciul din primul tur în fața Kristinei Barrois / Anna-Lena Grönefeld. La Hobart, Cîrstea a învins-o pe Ksenia Pervak în primul și pe Bethanie Mattek-Sands în al doilea. În turul al treilea, Cîrstea a pierdut în fața Angelique Kerber , în ciuda faptului că avea două puncte de meci. La dublu, ea a făcut pereche din nou cu Darija Jurak. Au învins pe Kristina Barrois / Jasmin Wöhr în seturi drepte. Cîrstea/Jurak au pierdut în turul doi în fața a Irina-Camelia Begu/Monica Niculescu. La Australian Open, Cîrstea a eliminat al șaselea cap de serie Sam Stosur. În turul al doilea, ea a învins-o pe Urszula Radwańska înainte de a pierde cu Sara Errani într-un meci afectat de o accidentare mai devreme la spate. La dublu, Sorana a jucat din nou cu Lucie Šafářová, dar a pierdut în fața capurilor de serie numărul nouă Natalie Grandin / Vladimíra Uhlířová.

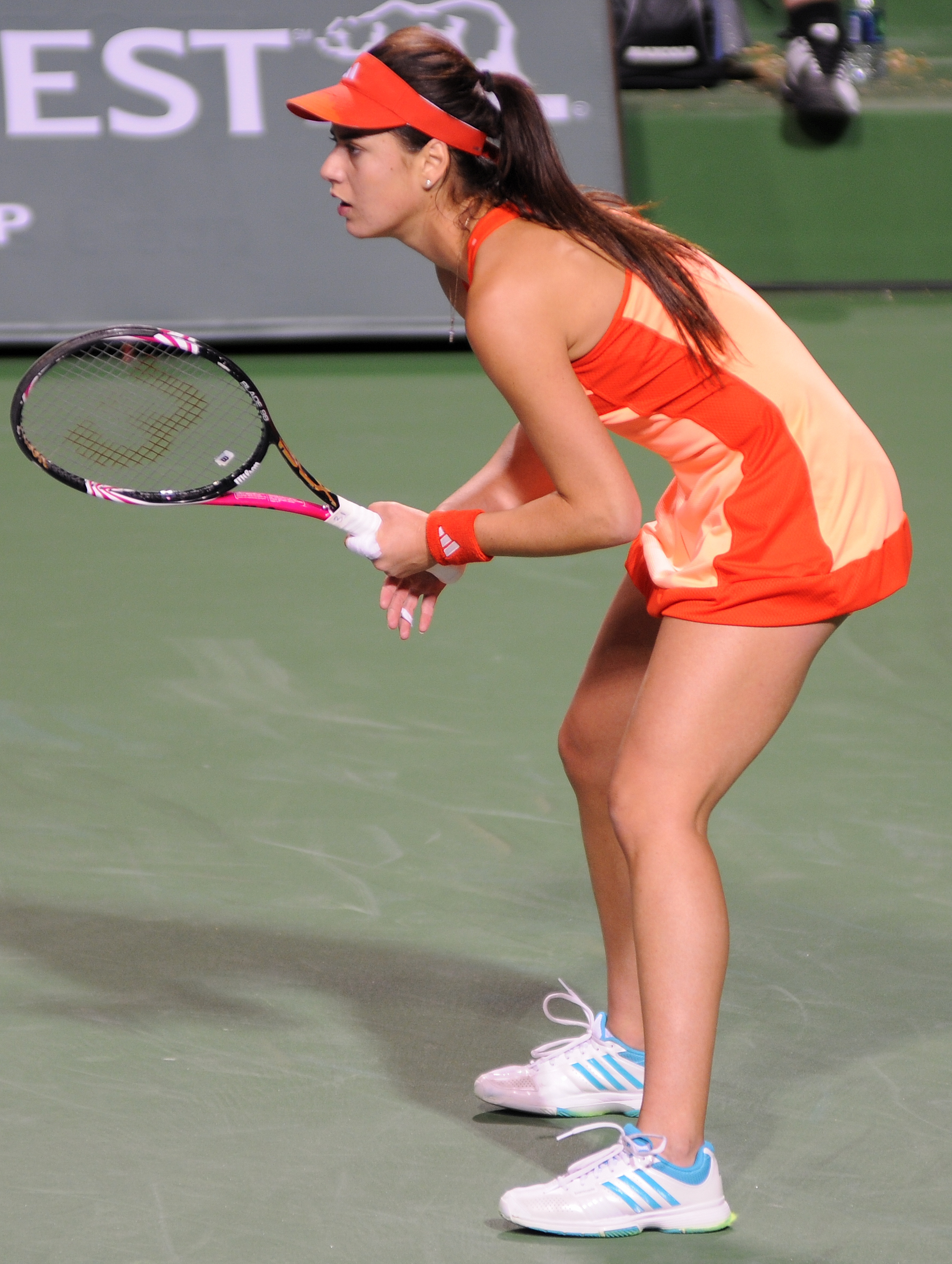
Cîrstea la BNP Paribas Open 2012

La Pattaya Open, Cîrstea a fost cap de serie al șaptelea. Ea a învins-o pe Erika Sema în primul tur și apoi pe Misaki Doi în al doilea cu același scor. În sferturile de finală, ea a învins-o pe cap de serie și numărul 8 mondial, Vera Zvonareva, care a fost nevoită să se retragă din cauza unei accidentări la șold în al treilea set. Ea a pierdut în semifinale cu Maria Kirilenko. La Doha, Cîrstea a învins-o în primul tur pe Jarmila Gajdošová. În turul doi, ea a pierdut în fața a treia cap de serie Samantha Stosur. Sorana a făcut pereche cu Anne Keothavongla dublu, dar au pierdut în primul tur în fața Anabel Medina Garrigues și Anastasia Pavlyuchenkova. La Whirlpool Abierto de Monterrey, Cîrstea a fost cap de serie a treia din turneu și a primit un wildcard la simplu. În primul tur a învins-o pe Stefanie Vögele în trei seturi. Sorana a pierdut în turul doi în fața eventualului campion Tímea Babos. Cîrstea a fost cap de serie a 48-a la BNP Paribas Open. Ea a învins-o pe Iveta Benešová în primul tur, pierzând în al doilea cu Agnieszka Radwańska. La Miami, ea a pierdut un meci din primul tur în fața wildcard-ului Heather Watson în trei seturi.

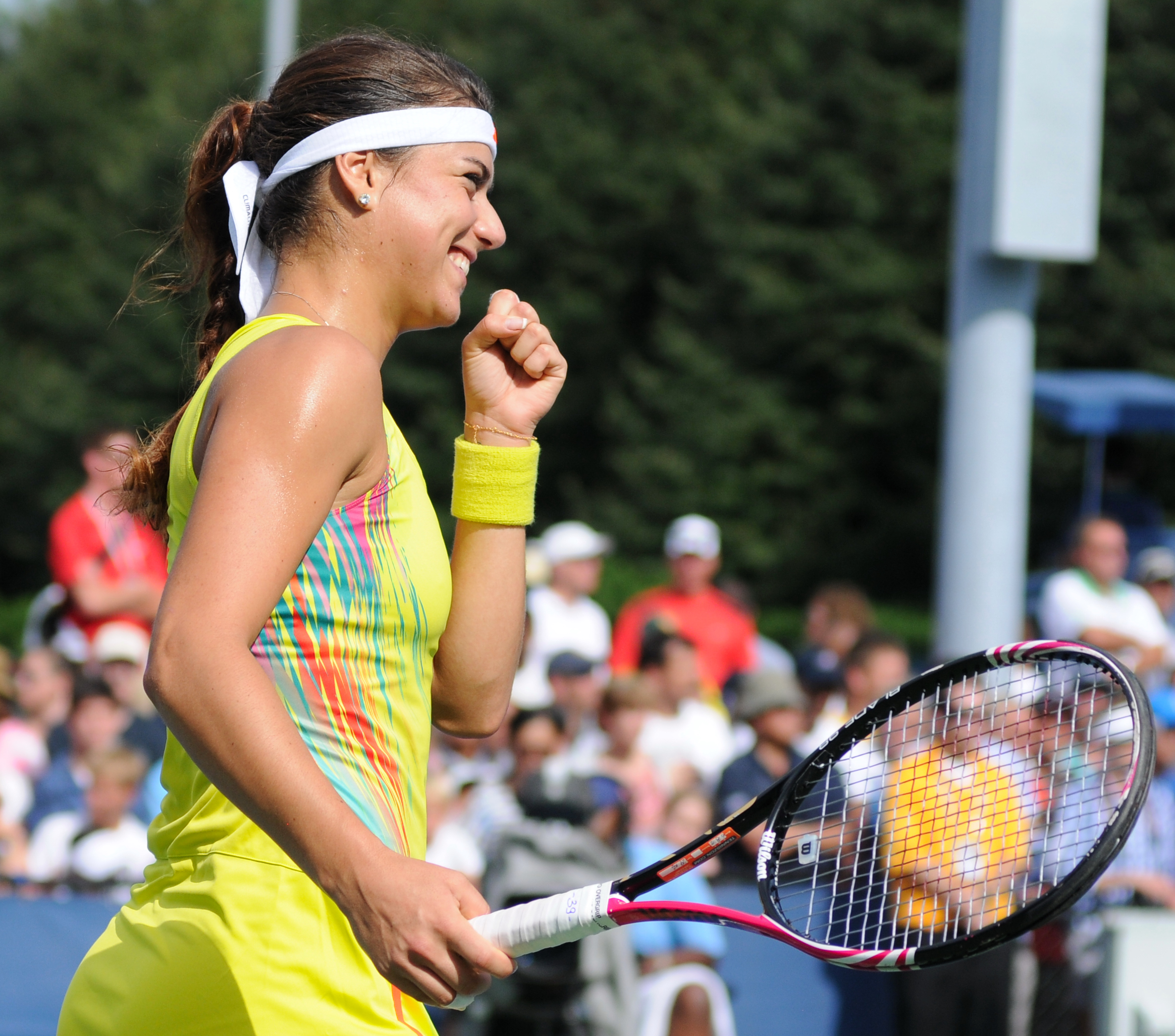
Cîrstea la US Open 2012

La Barcelona Ladies Open , primul ei turneu pe zgură, Sorana a fost cap de serie a 47-a. În primul tur a învins-o pe Polona Hercog după ce s-a retras din cauza amețelii. Sorana a învins-o pe Lourdes Domínguez Lino în turul doi. În sferturi, Cîrstea a învins-o pe Olga Govortsova. Ea a pierdut în prima semifinală a turneului în fața Dominika Cibulková. La Stuttgart, la Porsche Tennis Grand Prix , Cîrstea a pierdut în primul tur în fața Anna Chakvetadze. La Portugalia Open , ea a pierdut în primul tur în fața Silviei Soler Espinosa. La Madrid Open , Sorana a supărat-o pe a șaptea cap de serie, Marion Bartoliîn primul tur înainte de a pierde în fața Anabel Medina Garrigues. La Internazionali BNL d'Italia , Cîrstea a învins-o pe Jelena Janković în primul tur și pe Sofia Arvidsson în al doilea înainte de a pierde în trei seturi cu Petra Kvitová. La Roland Garros, Sorana a pierdut în primul tur cu Li Na. La dublu, ea s-a asociat cu Ayumi Morita și au pierdut în primul tur în fața Pennetta/Schiavone cu 2–6, 0–2 din cauza retragerii lui Morita.
Cîrstea și-a început sezonul pe iarbă la Birmingham Classic. Ca cap de serie nr. 10, ea a pierdut în primul tur în fața calificatei Melanie Oudin. La dublu, Sorana s-a asociat cu Anne Keothavong și au pierdut în primul tur în fața lui Zhang Shuai /Zheng Jie. La Eastbourne, la Aegon International, Sorana a pierdut în primul tur în fața campioanei de serie nr. 4, Marion Bartoli. La Wimbledon , Cîrstea a învins-o în primul tur pe Pauline Parmentier. Sorana a învins-o pe capul de serie a 11-a Li Na în turul doi, dar a pierdut în fața Maria Kirilenko. La dublu, Sorana și Ayumi Morita au pierdut în primul tur în fața Casey Dellacqua/Sam Stosur. A concurat la simplu și la dublu feminin (cu Simona Halep) la Jocurile Olimpice de vară din 2012., dar a fost eliminat în turul unu în ambele probe.
La Bank of the West Classic din San Jose, Sorana, ca cap de serie, a învins Vania King și norocosul învins Zheng Saisai.  În runda a treia, ea a învins-o pe a treia cap de serie Dominika Cibulková, în trei seturi,  dar a pierdut în semifinale în fața Serenei Williams.  La US Open , Cîrstea a învins-o pe Sabine Lisicki, cap de serie, a 16-a, iar în turul doi a pierdut în trei seturi în fața Anna Tatishvili. La Guangzhou , Cîrstea a avansat în semifinale înainte de a pierde în fața Laurei Robson.

### 2013: Prima finală Premier 5 și cea mai bună clasare din carieră pe locul 21

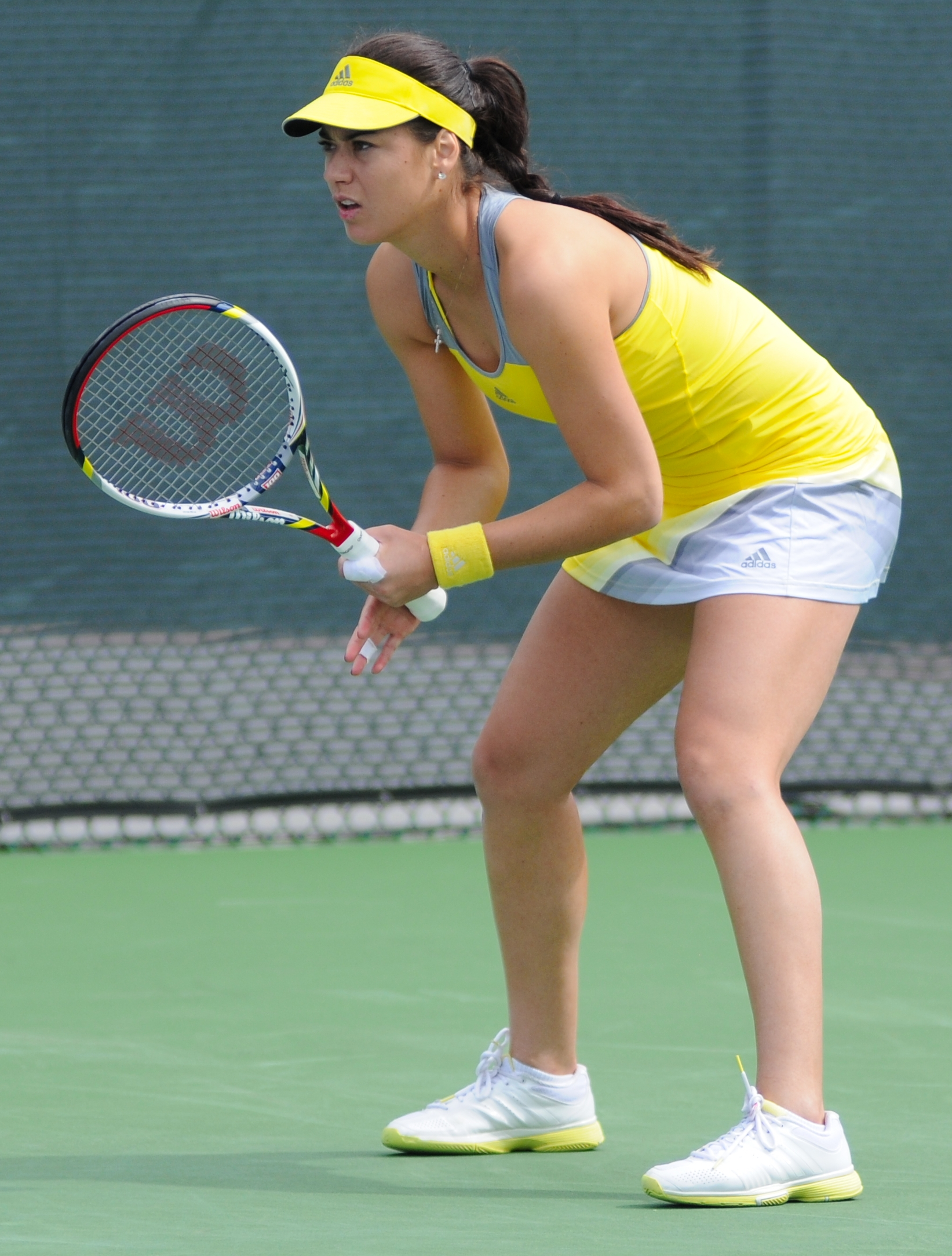
Cîrstea la BNP Paribas Open 2013

A reușit să ocupe  în luna august poziția 21 în clasamentul WTA, după ce la Toronto ajunge în  finala turneului trecând, între altele, de sârboaica Jankovic, cehoaica Kvitova și chinezoaica Na Li.

### 2014: Accidentări și reușită în Fed Cup

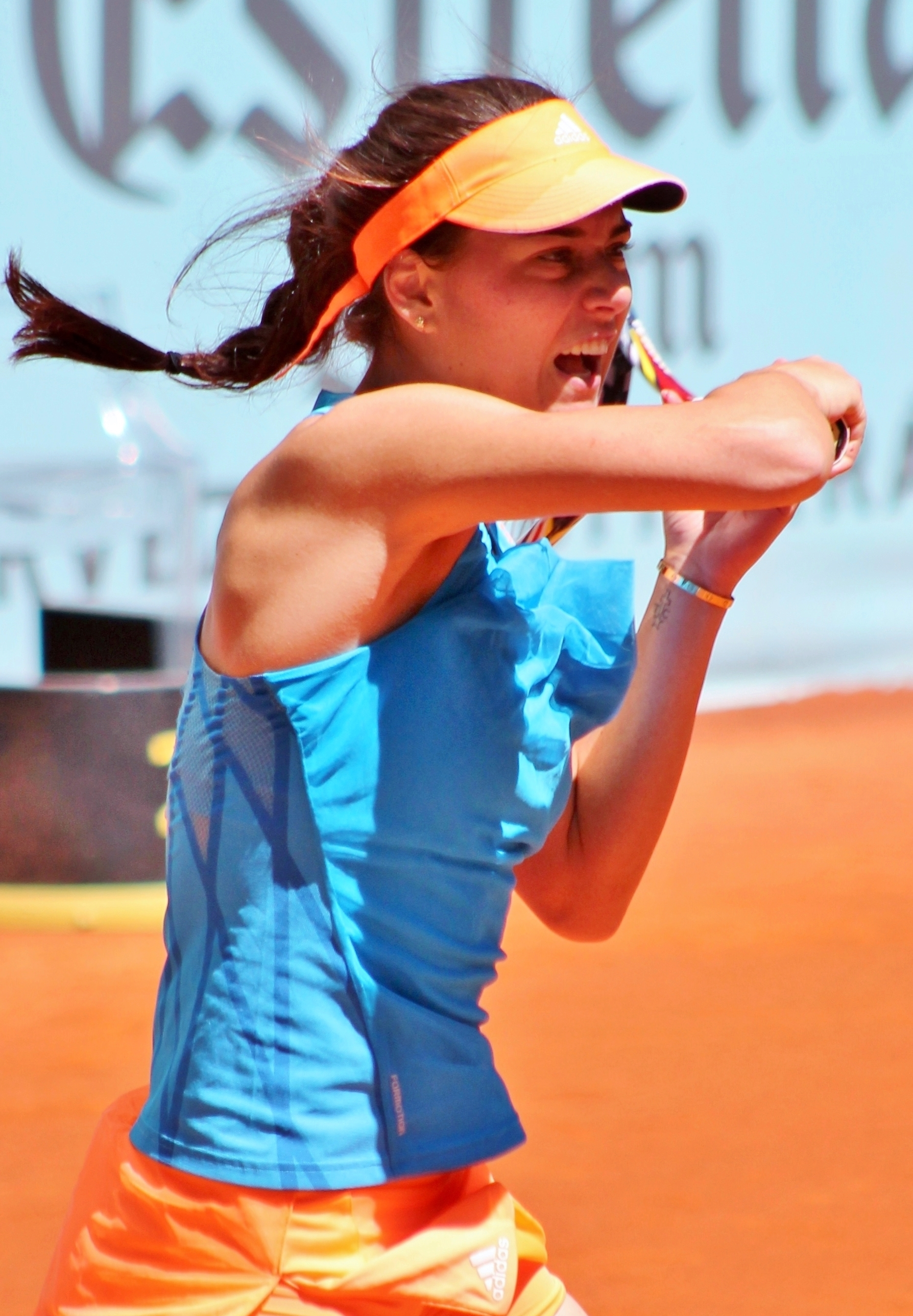
Cîrstea la Madrid Open 2014

Cîrstea și-a început sezonul 2014 la ASB Classic. Pe locul patru, ea a pierdut în primul tur în fața calificatei Sharon Fichman. La Sydney, ea a fost învinsă în primul tur de calificata și eventuala campioană, Tsvetana Pironkova. Cap de serie pe locul 21 la Australian Open , ea a pierdut în primul tur în fața a Marina Erakovic.
Cap de serie a treia la PTT Pattaya Open, Cîrstea a obținut prima victorie a sezonului învingând-o pe Anna Karolína Schmiedlová în primul tur. Ea a ajuns să piardă în sferturile de finală în fața finalistei Karolína Plíšková , în ciuda faptului că a avut puncte de meci la 5-4 în setul doi. La Qatar Open, ea a fost eliminată din turneu în runda a doua de către a doua cap de serie Agnieszka Radwańska. Săptămâna următoare, la Campionatele din Dubai , ea a învins-o pe a patra cap de serie, Sara Errani, în turul doi. A fost învinsă în sferturi de a opta cap de serie și campioana din 2011, Caroline Wozniacki. Cap de serie pe locul 25 la Indian Wells Masters , ea a pierdut în turul doi în fața calificatei Camila Giorgi. Cap de serie pe locul 25 la Miami, a fost învinsă în turul doi de Pironkova.
Cîrstea și-a început sezonul pe zgură la Family Circle Cup din Charleston. Cap de serie a opta, a fost eliminată din turneu în turul doi de Teliana Pereira. La Porsche Grand Prix de la Stuttgart, ea a pierdut în primul tur în fața wildcard-ului Germaniei și campioană în 2011, Julia Görges. În ciuda formei slabe din turneele WTA, în aprilie, Cîrstea a avut o contribuție importantă în play-off-urile din 2014 Fed Cup World Group II, ajutând România să promoveze în Grupa Mondială a II-a după ce a învins Serbia cu 4–1, Cîrstea câștigând cu ambele echipe ale ei împotriva Anei Ivanovic și Bojanei Jovanovski.
La Porsche Tennis Grand Prix , ea a pierdut în primul tur în fața wildcard-ului german Julia Görges. Ea a luat al cincilea cap de serie Petra Kvitová la trei seturi în deschiderea lor de la Madrid Open , dar a pierdut totuși cu 1–6, 7–5, 6–7. Apoi, Cîrstea a cedat în fața calificatei americane Christina McHale în primul tur la Internazionali d'Italia. Cîrstea a reușit să-și pună capăt seriei de înfrângeri la French Open unde a fost cap de serie a 26-a. În primul tur, a învins-o pe calificata Aleksandra Wozniak și apoi pe Teliana Pereira. Cîrstea a pierdut în turul al treilea față de a șasea cap de serie Jelena Janković, 1–6, 2–6.
La Wimbledon, Cîrstea a fost cap de serie a 29-a. În primul tur, ea a pierdut în fața tinerei americance calificate Victoria Duval. Cîrstea a fost cap de serie la Cupa Baku și a învins wildcardul tunisian Ons Jabeur în primul tur, dar apoi a pierdut în fața eventualei semifinaliste Stefanie Vögele cu 1–6, 1–6. Cîrstea a fost cap de serie a opta la Washington Open. Ea a învins-o pe Kiki Bertens în primul tur, dar apoi a pierdut în fața Bojanei Jovanovski. La Rogers Cup, Cîrstea a pierdut la capul de serie numărul 15, Lucie Šafářová, în primul tur, nereușind să-și apere punctele de finalist din anul precedent. La Western & Southern Open, Cîrstea a pierdut în primul tur în fața capului de serie a noua și eventualei finaliste Ivanovic. După Cincinnati, Cîrstea a primit un wildcard pentru calificarea la Connecticut Open. În primul tur al calificărilor, Cîrstea a învins-o pe Alison Van Uytvanck. În turul doi al calificărilor, ea a pierdut în fața capului de serie a șaptea Kaia Kanepi, în trei seturi.
La US Open , Cîrstea a învins-o cu ușurință pe Heather Watson în primul tur cu 6–1, 6–1. În turul doi, Cîrstea a pierdut în fața capului de serie a șaptea Eugenie Bouchard. La Guangzhou International Open , ea a pierdut în primul tur în fața calificatoarei Petra Martić, cu 6–7, 1–6. La Wuhan Open , Cîrstea a pierdut în primul tur al calificărilor în fața capului de serie Zarina Diyas. Turneul final al anului al lui Cîrstea a fost China Open , unde ea a pierdut în primul tur al calificărilor la al noulea cap de serie Ajla Tomljanović.
La sfârșitul anului, Cîrstea a susținut că a avut mici răni persistente care îi afectează în special umărul.
Cîrstea a încheiat 2014 pe locul 93 în al șaptelea sezon consecutiv în top 100.

### 2015: Ieșirea din top 100

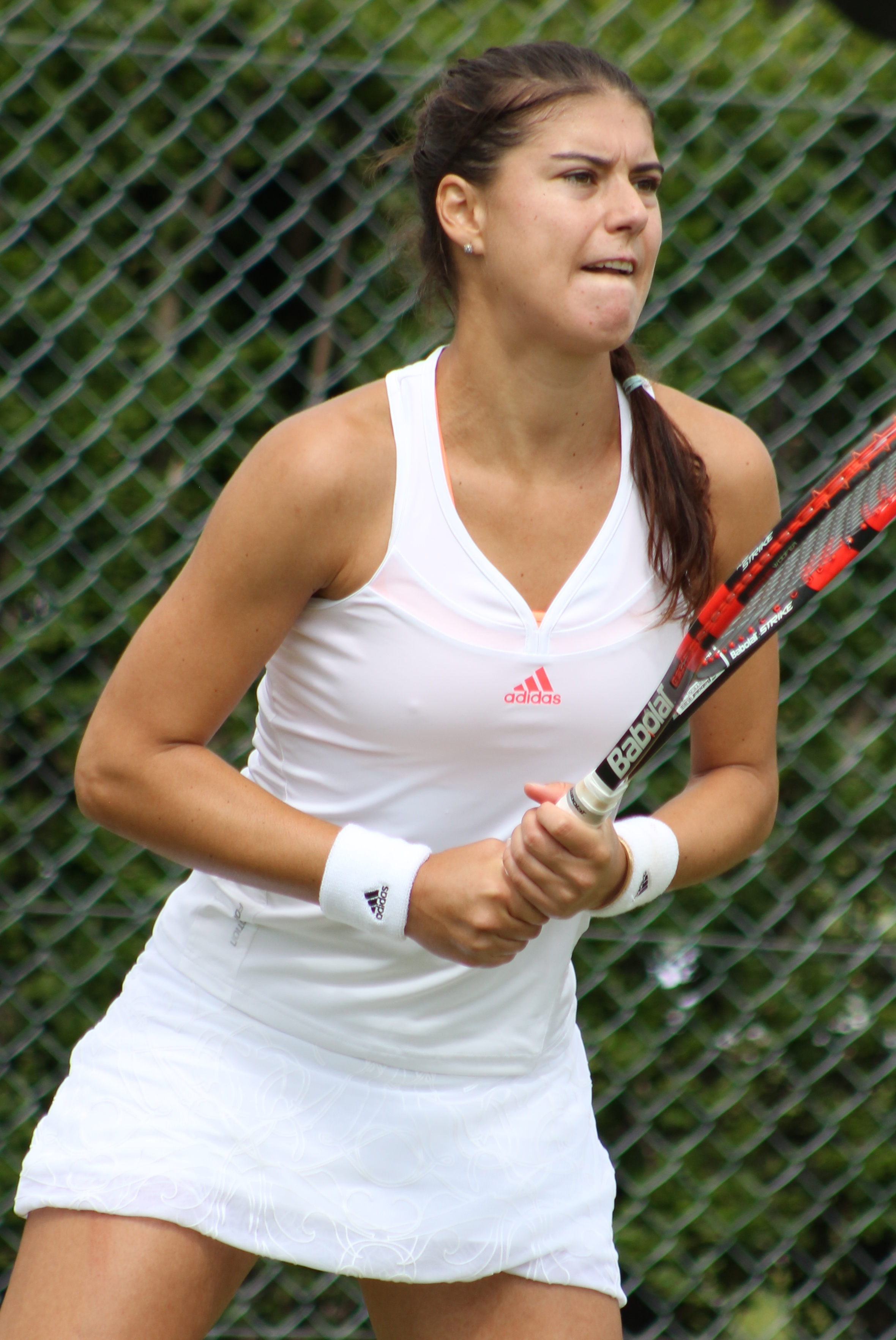
Cîrstea la calificările la Wimbledon 2015

Cîrstea era programată să-și înceapă sezonul la Shenzhen Open, dar s-a retras din cauza unei accidentări la umăr. Primul ei turneu al anului a fost la Australian Open. Ea a pierdut în primul tur în fața calificatei Alexandra Panova. Drept urmare, Cîrstea a căzut din top 100 pentru prima dată din 2008.
În februarie, Cîrstea a concurat la Dow Corning Tennis Classic , un eveniment de 100.000 de dolari, situat în Midland, Michigan. Ca cap de serie secundă, Cîrstea a fost învinsă în primul tur de americanca Jessica Pegula. În luna martie, Cîrstea a jucat la Miami Masters. În ciuda faptului că a obținut un wildcard pentru a fi în tabloul principal, Christina McHale a învins-o în primul tur. În săptămâna după Miami, Cîrstea a rămas în Florida pentru a juca la USTA Pro Circuit Event din Osprey, Florida. Ea a pierdut în primul tur în seturi consecutive în fața lui Danka Kovinić.
Cîrstea a concurat apoi la Copa Colsanitas. Necazurile ei au continuat, deoarece a suferit o altă înfrângere în prima rundă, de data aceasta de la mâinile a cap de serie a opta Irina Falconi. Cu toate acestea, în parteneriat cu Yaroslava Shvedova la dublu, ea a câștigat primul ei meci al anului învingându-l pe Mandy Minella / Olga Savchuk în primul tur.  Apoi, au pierdut în sferturile de finală în fața eventualelor campioane Paula Cristina Gonçalves / Beatriz Haddad Maia din Brazilia. În mai, Cîrstea a călătorit în Franța pentru a concura la Open Engie Saint-Gaudens , un eveniment de 60.000 de dolari în care a pierdut în primul tur în trei seturi în fața a Wang Yafan. Cu French Open începând de duminică, 24 mai, Cîrstea s-a deplasat la Paris pentru a juca calificările pentru a se califica în tabloul principal. Ea a câștigat ambele meciuri de calificare pentru a ajunge în runda finală a calificărilor. Din nefericire, ea a suferit o pierdere în setul drept în runda finală a calificărilor în fața Verónica Cepede Royg. Pentru că nu s-a calificat la French Open, Cîrstea și-a întrerupt seria de apariții la tabloul principal datând de la Australian Open 2008.
Deoarece nu a avut succes la Openul Francez, Cîrstea a mers în Italia pentru a juca la Internazionali di Brescia , un eveniment de 50.000 de dolari. Chiar dacă era a patra cap de serie, a fost învinsă în primul tur de calificata italiană Claudia Giovine. După turneul de la Brescia, Cîrstea a rămas în Italia pentru a concura la evenimentul de 25.000$ de la Padova. Ea a câștigat cu ușurință meciul din primul tur în fața Giorgia Marchetti. Apoi a pierdut în turul doi în fața calificatei Petra Uberalová. Apoi, Cîrstea s-a întors în Franța pentru a juca Open Montpellier Méditerranée Métropole Hérault , un eveniment de 50.000$+H la Montpellier. Aici, Cîrstea a pierdut în primul tur în fața capului de serie a patra Richèl Hogenkamp.
Încercând să se califice în tabloul principal, Cîrstea a jucat calificarea la Campionatele de la Wimbledon. Ea a câștigat primul tur în fața a Naomi Osaka. Ea a pierdut apoi în runda următoare față de a patra cap de serie Sachia Vickery. 

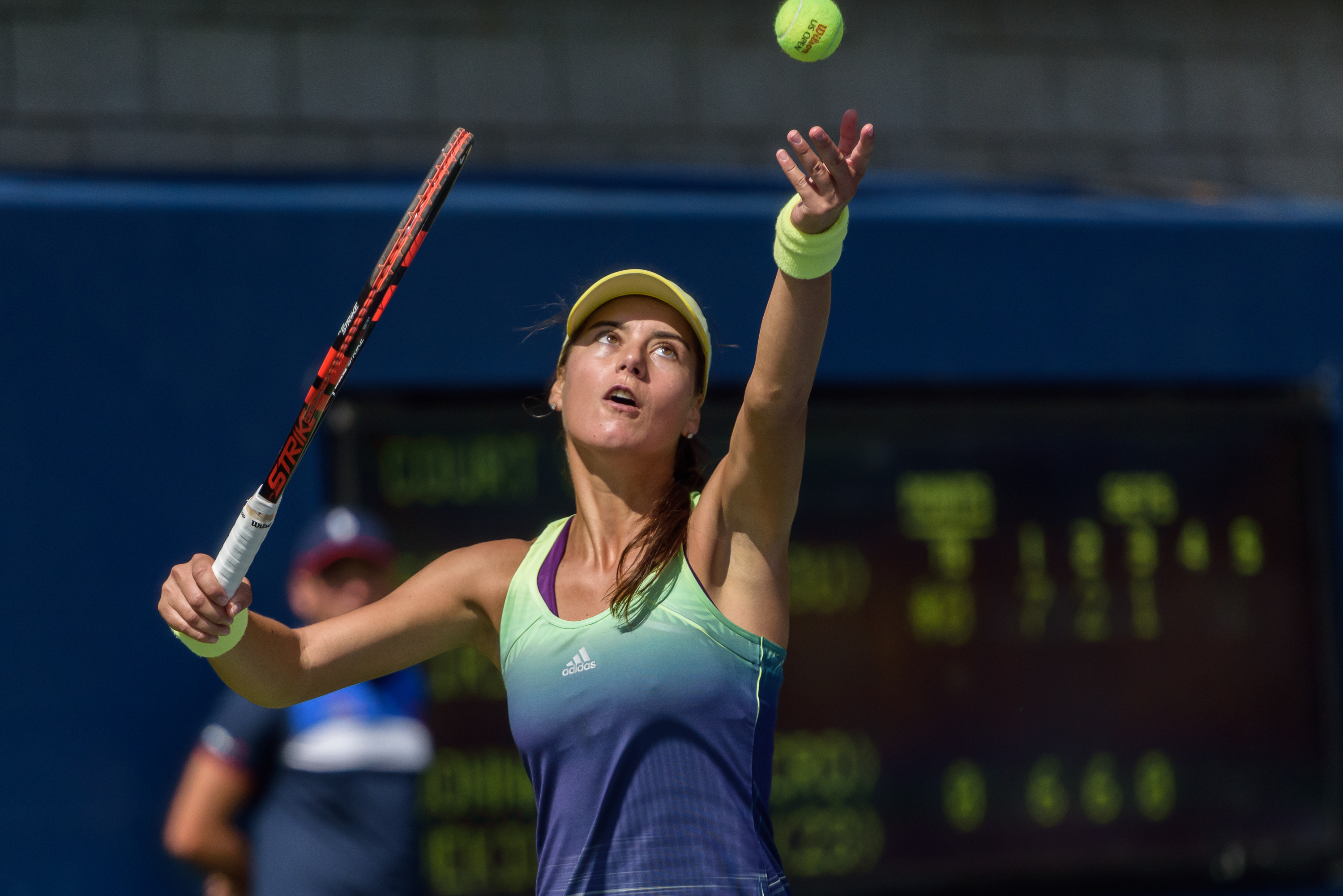
Cîrstea la Calificările la US Open 2015

Din cauza lipsei de succes la Wimbledon, Cîrstea a concurat la Lorraine Open 88 , un eveniment de 100.000 USD în Contrexéville, Franța. Ea a ajuns în sferturile de finală la acest eveniment învingându-le pe a patra cap de serie și pe compatrioata Andreea Mitu și Donna Vekić. Ea a fost învinsă în sferturi de a opta cap de serie și eventuala finalistă Yulia Putintseva. Apoi, a călătorit în țara ei pentru a juca la Bucharest Open ; ea a primit și un wildcard în tabloul principal. Cîrstea a început turneul cu o victorie în fața a Sesil Karatantcheva.  În turul doi, a pierdut în trei seturi în fața compatrioatei Andreea Mitu. La Poznański Open, un eveniment de 75.000 de dolari la Sobota, Polonia, Cîrstea a suferit o pierdere în turul al doilea față de a treia cap de serie Richèl Hogenkamp. În săptămâna din 10 august, Cîrstea a concurat la prima ediție a Prague Open, un eveniment de 75.000 de dolari. Ea a învins-o pe cehoaica Tereza Martincová în primul tur. În runda a doua, ea a pierdut un meci greu de trei seturi în fața wildcard-ului Petra Cetkovsá. Cîrstea nu a reușit să se califice la US Open; ea a pierdut în runda finală de calificare în fața lui Mayo Hibi.
Cîrstea a pierdut în primul tur al calificărilor de la Japan Open în fața a treia cap de serie María Teresa Torró Flor. Ultimul ei turneu al anului a fost la Ankara Cup, un eveniment de 50.000 de dolari din Turcia. Ea a pierdut în primul tur în fața capului de serie al cincea İpek Soylu.
Cîrstea a încheiat anul pe locul 244.

### 2016: revenire în top 100 și primul sfert de finală Premier Mandatory la Madrid
Cîrstea a început anul ca numărul 244 mondial. În ianuarie, a jucat la turnee de 25.000 de dolari din Guaruja și Bertioga, ambele din Brazilia. La Guaruja, ea le-a învins pe Oleksandra Korashvili , Rebecca Šramková , Jil Teichmann și pe a treia cap de serie Beatriz Haddad Maia, înainte de a pierde cu Montserrat Gonzalez în trei seturi în finală.  La Bertioga, ea le-a învins pe Sandra Zaniewska , Victoria Bosio , Jil Teichmann și Rebecca Šramková înainte de a o învinge în finală pe Catalina Pella. A fost prima victorie în turneu după o perioadă de aproape patru ani.
În februarie, Cîrstea a revenit în Turul WTA jucând la Rio Open. Ca wildcard, ea a ajuns în semifinale cu victorii directe împotriva brazilianei Beatriz Haddad Maia, a cincea cap de serie Polona Hercog și a treia cap de serie Danka Kovinić. Cîrstea a pierdut în semifinale cu Shelby Rogers. Performanța ei a mutat clasamentul ei de la 199 la 153. Tot în februarie, ea a jucat la un turneu de 25.000 USD în São Paulo. Ea le-a învins pe Yvonne Cavallé Reimers , Martina Caregaro și Jil Teichmann în drum spre semifinale unde a pierdut în fața Sarei Sorribes Tormo.
În martie, Cîrstea a călătorit la Miami pentru a concura la Miami Masters. Primind un wildcard pentru calificare, ea a pierdut în runda finală a calificărilor în fața a 17-a cap de serie Francesca Schiavone. Tot în martie, Sorana a jucat la Engie Open , un eveniment de 50.000 de dolari din Croissy-Beaubourg, Franța. Ea le-a învins pe Elitsa Kostova , Josephine Boualem și Andreea Mitu în drum spre semifinale, unde a pierdut în fața a cap de serie numărul doi Pauline Parmentier.
Cîrstea și-a început sezonul pe zgură la Cupa de la Istanbul. Cap de serie a cincea pentru calificări, ea a ajuns în tabloul principal învingând wildcard-urile turcești Pemra Özgen și Bașak Eraydın. În tabloul principal, ea a învins al treilea cap de serie și campioana-apărătoare Lesia Tsurenko în primul tur.  În turul doi, ea a pierdut în fața eventualei campioane Çağla Büyükakçay. Cîrstea s-a calificat cu succes la Praga Open, învingând pe Karolína Beránková, Anastasiya Komardina și Amandine Hesse. Ea a pierdut în primul tur în trei seturi în fața capului de serie a patra și eventualei finaliste Sam Stosur.
Primind un wildcard pentru Madrid Open, Cîrstea a ajuns în sferturi învingându-le pe Jelena Jankovic, Danka Kovinić și Laura Siegemund. În sferturi, ea s-a confruntat cu Dominika Cibulková și a pierdut în trei seturi.  Cîrstea s-a calificat la Openul Francez învingând pe Zhang Yuxuan, Jana Čepelová și Elise Mertens. Ea a pierdut în primul tur în fața capului de serie al 18-lea Elina Svitolina.
Cîrstea și-a început sezonul pe iarbă la prima ediție a Mallorca Open. Pe locul doi pentru calificări, ea a câștigat toate meciurile pentru a avansa în tabloul principal învingând-o pe Valentyna Ivakhnenko , Sesil Karatantcheva și Mandy Minella. Ea a avansat în sferturi de finală învingând a cincea cap de serie Yulia Putintseva și wild card-ul Daniela Hantuchová. Ea a pierdut în sferturi în fața a cap de serie numărul doi Jelena Janković. Cîrstea a jucat în turneul final înainte de Wimbledon la Eastbourne International. Ea s-a retras în timpul primului ei tur al meciului de calificare împotriva a celei de-a șaptea cap de serie Varvara Lepchenko. La Campionatele de la Wimbledon, Cîrstea a fost învinsă în primul tur de a zecea cap de serie și de două ori campioană la Wimbledon, Petra Kvitová.
După Wimbledon, Cîrstea a jucat la Reinert Open , un eveniment de 50.000 de dolari în Versmold, Germania. Ca a doua cap de serie, ea a ajuns în semifinale învingându-le pe calificate Andrea Gámiz, Nadia Podoroska și pe a opta cap de serie Lesley Kerkhove. Ea a pierdut meciul din semifinală în fața Antoniei Lottner. Concurând la Openul Suedez , Cîrstea a pierdut în primul tur în fața capului de serie numărul patru Annika Beck.
Cîrstea a jucat doar două turnee în cadrul US Open Series. La Western & Southern Open , ea a pierdut în runda finală de calificare în fața capului de serie a șaptea Alizé Cornet. La Connecticut Open , ea a pierdut în turul doi al calificărilor în fața Louisei Chirico .  Jucând la US Open , ea a pierdut în primul tur în fața compatrioatei Ana Bogdan în trei seturi.
După US Open, Cîrstea a concurat la Open de Biarritz , un eveniment de 100.000 de dolari în Franța. Ca a doua cap de serie, ea a avansat în semifinale, unde a pierdut în fața capului de serie a opta, Rebecca Šramková. În ultima săptămână a lunii septembrie, Cîrstea a jucat la Tashkent Open . Ca și cap de serie a șaptea, a fost învinsă în primul tur de Francesca Schiavone.  Jucând la Generali Ladies Linz din Austria, Cîrstea a depășit-o pe a șasea cap de serie Kiki Bertens în primul tur.  Ea a pierdut în turul doi în fața franțuzoaicei Océane Dodin .  Ultimul ei eveniment WTA al anului a fost la BGL Luxembourg Open , unde a pierdut în primul tur la calificare în fața Terezei Smitková .
Ultimele două turnee ale sezonului ale lui Cîrstea au fost pe Circuitul ITF. La Internationaux de la Vienne din Poitiers, Franța, ea a pierdut în primul tur în fața a Anett Kontaveit. Jucând ultimul turneu din 2016 la Open de Limoges , a fost învinsă în turul doi de Tamara Korpatsch .
Cîrstea a încheiat anul pe locul 81.

### 2017: șaisprezecimi la Australian Open, creștere în clasament

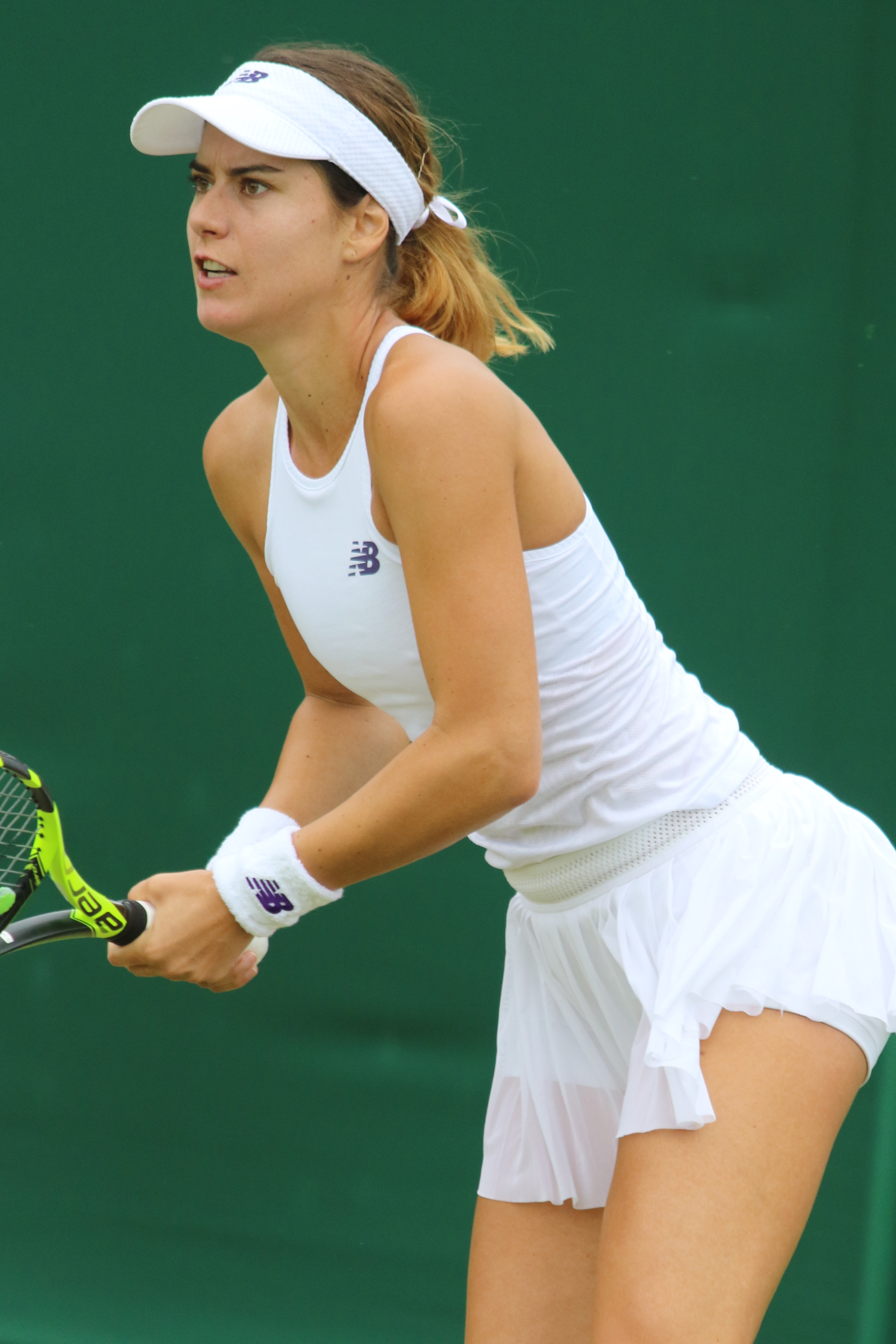
Cîrstea la Turneul de tenis de la Wimbledon 2017

Cîrstea și-a început sezonul 2017 la Shenzhen Open. Ea a învins-o pe Kristína Kučová în prima rundă, înainte de a pierde în fața favoritei nr. 1 și a campioanei en-titre Agnieszka Radwańska în runda a doua. Cîrstea a ajuns în runda a patra de la  Australian Open pentru prima dată în carieră, învingând-o pe Irina Khromacheva, favorita nr. 10 Carla Suárez Navarro, și Alison Riske în primele trei runde, înainte de a pierde în fața favoritei nr. 7 Garbiñe Muguruza.
Următorul ei turneu a fost Taiwan Open. Cirstea s-a retras la jumătatea meciului din prima rundă împotriva Risei Ozaki din cauza unei accidentări la încheietura mâinii stângi. Ea a revenit din accidentare pentru a face parte din echipa României la Fed Cup Grupa Mondială a II-a împotriva Belgiei. Ea a pierdut al doilea meci împotriva Yaninei Wickmayer într-un meci strâns de trei seturi, care a durat 3 ore și 22 de minute. Chiar dacă România a pierdut în fața Belgiei, ea a câștigat meciul de dublu în echipă cu Monica Niculescu.
După ce a ieșit în prima rundă la Hungarian Ladies Open și la Indian Wells, ea a câștigat primul ei meci de simplu în aproape două luni împotriva Monicăi Puig în prima rundă la Miami Open. Cîrstea a pierdut în fața Carolinei Wozniacki în runda a treia. Ea a ajuns în sferturile de finală la Madrid Open, unde a pierdut în fața Kristinei Mladenovic, și în semifinalele Cupei de la Nürnberg. La French Open, ea a pierdut în runda a doua în fața Carlei Suárez Navarro, locul 21.
Primul ei turneu din sezonul de iarbă a fost la Eastbourne International, unde a intrat pe tabloul principal ca lucky loser în urma retragerii lui CoCo Vandeweghe; ea a pierdut în fața lui Hsieh Su-wei în runda finală de calificare. Pe tabloul principal, ea a învins-o pe Kateřina Siniaková, înainte de a pierde în fața britanicei Johanna Konta, favorita nr. 5. Cîrstea a ajuns în runda a treia de la Wimbledon, învingând-o în prima rundă pe Kiki Bertens, înainte de a pierde în fața viitoarei campioane, Garbiñe Muguruza.
La București, ea a pierdut în prima rundă în fața compatrioatei Ana Bogdan, înainte de a intra la Cupa Rogers de la Toronto. Calificându-se pe tabloul principal, după ce le-a învins pe Aleksandra Wozniak și Camila Giorgi, a fost învinsă în prima rundă de Caroline Garcia. Ea a pierdut apoi în primul tur de calificare de la Cincinnati în fața Aleksandrei Krunić, înainte de a intra la US Open. Învingând-o pe Lesley Pattinama Kerkhove în prima rundă, ea a pierdut în fața Jeļena Ostapenko în runda a doua.
La Seul, Cîrstea le-a învins pe Misa Eguchi și pe Nicole Gibbs, înainte de a pierde în fața lui Luksika Kumkhum. La Wuhan, ea a învins-o pe Wang Yafan în prima rundă, înainte de a fi învinsă de Wang Qiang. La Beijing, ea a ajuns în sferturile de finală, învingându-le pe Mona Barthel, Christina McHale și Karolína Plíšková; aceasta din urmă victorie a fost prima ei victorie împotriva unui adversar de top zece din 2014. Ea a pierdut în meciul din sferturile de finală împotriva lui Ostapenko.
La Linz, ea le-a învins pe Alison Van Uytvanck și Natalia Vikhlyantseva, înainte de a fi învinsă de Magdaléna Rybáriková. Ultimul ei turneu al anului a fost la Luxemburg, unde a fost învinsă în prima rundă de Verónica Cepede Royg. Ea a încheiat anul pe locul 37.

### 2018: rezultate mixte, scădere în clasament
Primul turneu al anului pentru Cîrstea a fost la Brisbane International, unde a învins-o pe Jennifer Brady în prima rundă înainte de a pierde în fața Anastasija Sevastova. La Hobart, ea a pierdut în prima rundă cu Heather Watson, în timp ce la Australian Open, a învins-o pe Zarina Diyas în prima rundă, înainte de a pierde în fața lui Lucie Šafářová.
Apoi a intrat la Turneul WTA de la Sankt Petersburg, unde a pierdut în prima rundă în fața Dominika Cibulková; a câștigat apoi meciul de Fed Cup împotriva lui Carol Zhao. Apoi a concurat la Doha, unde le-a învins pe Maria Sakkari și Elise Mertens, înainte de a pierde în fața Garbinei Muguruza. La Budapesta, ea a pierdut în prima rundă în fața lucky looser Viktória Kužmová. La Indian Wells, a învins-o pe compatriota Monica Niculescu în prima rundă, înainte de a pierde în fața lui Venus Williams. Primind un bye în prima rundă la Miami, a fost învinsă în runda a doua de Hsieh Su-wei.

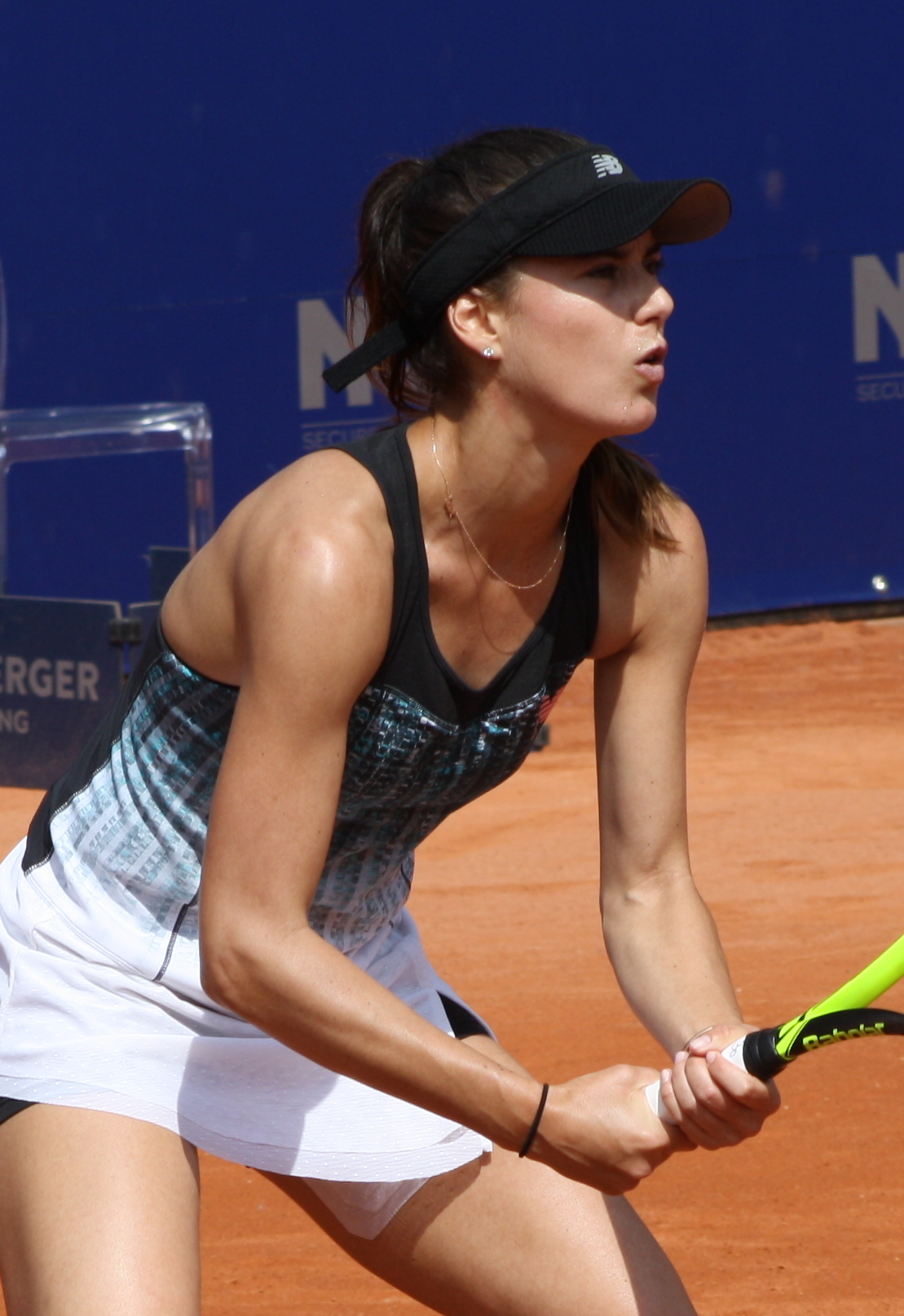
Cîrstea la Cupa de la Nürnberg 2018

La Istanbul, a pierdut în prima rundă în fața Iuliei Putințeva, în timp ce la Madrid a învins-o pe Kateřina Siniaková, înainte de a pierde cu Daria Kasatkina. La Roma, ea a pierdut în prima rundă în fața jucătoarei din calificări Danielle Collins. La Nürnberg, ea le-a învins pe Andrea Petkovic și Madison Brengle, înainte de a se retrage din meciul din sferturile de finală împotriva americancei Alison Riske. La French Open a pierdut în prima rundă în fața Daria Gavrilova.
Primul turneu al anului pe iarbă pentru Cîrstea a fost la Mallorca Open, unde a pierdut în prima rundă în fața Johannei Larsson. Intrând la Eastbourne International, ea a pierdut în prima rundă cu Anastasia Pavlyuchenkova, în timp ce la Wimbledon, a învins-o pe Magdaléna Rybáriková, înainte de a pierde cu Evgeniya Rodina. La turneul ei de acasă de la București, ea a ajuns în sferturile de finală învingându-le pe Çağla Büyükakçay și Maryna Zanevska, înainte de a pierde în fața viitoarei campioane Anastasija Sevastova.
La Rogers Cup de la Montreal, într-o oglindă a rezultatelor sale la Indian Wells, ea a învins-o în prima rundă pe Monica Niculescu, înainte de a pierde cu Venus Williams. La Cincinnati, ea a învins-o pe Vania King, înainte de a pierde în fața lui Ajla Tomljanović. La US Open a învins-o pe Alison Riske, apoi a pierdut cu Maria Șarapova.
Cîrstea nu a reușit să se califice la Wuhan , pierzând cu Nicole Gibbs în primul tur de calificare și, de asemenea, nu s-a calificat la Beijing , pierzând în turul final de calificare în fața Polonei Hercog . Câștigând intrarea ca învinsă norocoasă în urma retragerii lui Ashleigh Barty , ea a pierdut în primul tur în fața lui Kiki Bertens . La Linz a fost învinsă în primul tur de Jil Teichmann . Ultimul ei eveniment al anului a fost la turneul ITF din Dubai , unde a învins-o pe Yuliya Hatouka , înainte de a pierde în fața eventualului campion Peng Shuai . Cîrstea a încheiat anul pe locul 86.

### 2019: lupte continue, prima a treia rundă la US Open în 10 ani

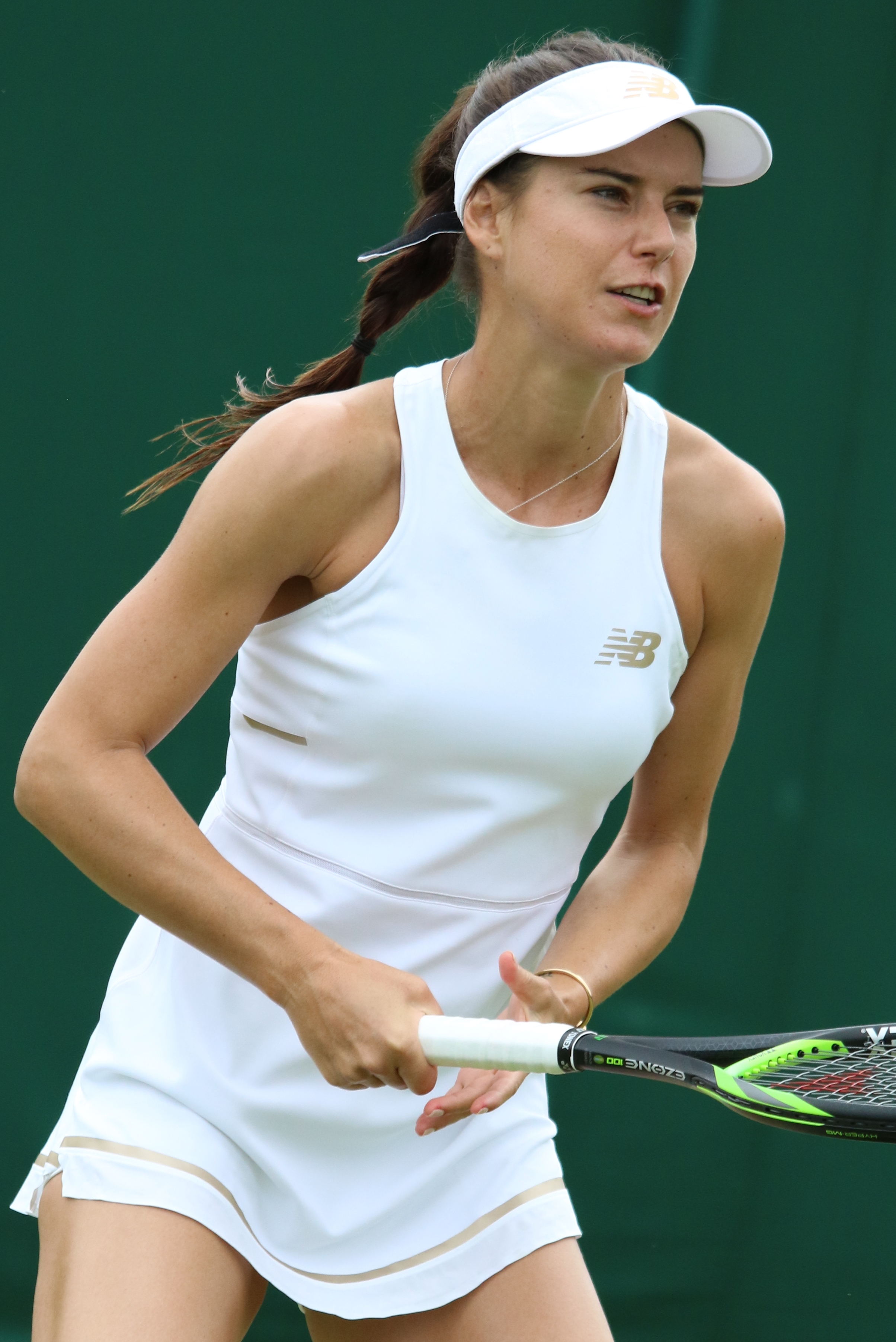
Cîrstea la Turneul de tenis de la Wimbledon 2019

Primul turneu al anului pentru Cîrstea a fost la Shenzhen Open. Ea a ajuns în sferturile de finală, unde a pierdut în fața dublei finaliste, Alison Riske.  Pe locul 84 la Australian Open, a fost învinsă în prima rundă de Rebecca Peterson.
La Doha, a fost învinsă în prima rundă de calificare de specialista la dublu Shuko Aoyama. La Budapesta, ea le-a învins pe Anna Bondár și Aleksandra Krunić, înainte de a pierde în fața Anastasiei Potapova. La Indian Wells Challenger, ea a primit un bye în prima rundă, înainte de a pierde în fața lui Kristie Ahn în runda a doua. La Indian Wells Open ea a învins-o pe Danielle Lao în prima rundă, înainte de a pierde în fața lui Nao Hibino. A pierdut în prima rundă la Miami Open în fața germancei Laura Siegemund.
La Lugano, Cîrstea a învins-o în runda de deschidere pe Mona Barthel, înainte de a pierde în fața viitoarei campioane Polona Hercog. La Istanbul, a învins-o pe compatriota Irina Bara, înainte de a pierde cu Barbora Strýcová. La Madrid, a învins-o pe Madison Keys în prima rundă, înainte de a pierde în fața Carolinei Garcia. Ea a avut o cursă puternică până în semifinalele de la Nürnberg, învingându-le pe Kirsten Flipkens, Laura Ioana Paar și Nina Stojanović, înainte de a pierde în fața viitoarei campioane Iulia Putințeva. La French Open, ea a învins-o pe Kaja Juvan, înainte de a pierde cu Aliona Bolsova.
Următorul meci al lui Cîrstea a fost la Wimbledon, unde a pierdut în prima rundă în fața Amanda Anisimova. La Båstad, unde a fost cap de serie, a pierdut în prima rundă în fața Johannei Larsson. La București a pierdut în prima rundă în fața compatrioatei Jaqueline Cristian. La Jūrmala, a fost învinsă în  prima rundă de Valentina Ivakhnenko. Nu a mai jucat un meci până la US Open, unde le-a învins pe Kateřina Siniaková și Aliona Bolsova, înainte de a pierde în fața lui Taylor Townsend.
La Hiroshima, a pierdut în  prima rundă în fața Sara Sorribes Tormo. Aceasta a fost urmată de un parcurs până la finala de la Tașkent, turneul pe care îl câștigase cu 11 ani în urmă. Ea le-a învins pe Denisa Allertová, Ysaline Bonaventure, Danka Kovinić și Katarina Zavatska, înainte de a pierde în finală cu Alison Van Uytvanck în trei seturi. La Luxemburg, ea a învins-o pe Pauline Parmentier în prima rundă, înainte de a pierde în fața campioanei, Julia Görges. Ultimul ei turneu al anului a fost WTA 125 de la Limoges, unde le-a învins pe Tatjana Maria și pe Sara Sorribes Tormo pentru a ajunge în sferturile de finală, unde a pierdut în fața lui Nicole Gibbs. Cîrstea a încheiat anul pe locul 72.

### 2020: A treia rundă la US Open pentru a doua oară consecutiv
Cîrstea și-a început sezonul 2020 la Shenzhen Open. Ea a pierdut în runda de deschidere în fața chinezoaicei Wang Xiyu. În ciuda calificării la Hobart International, ea s-a retras din turneu din cauza unei accidentări la piciorul stâng. Clasată pe locul 74 la Australian Open, ea a învins-o pe Barbora Strýcová, clasată 32, în prima rundă. A pierdut în runda a doua în fața americancei  Coco Gauff.
Trecând peste calificarea la Campionatele de la Dubai, Cîrstea a pierdut în prima rundă în fața lui Anett Kontaveit. La Doha, a fost învinsă în prima rundă de Elena Rîbakina. Circuitul WTA a fost suspendat din martie până în iulie din cauza pandemiei de COVID-19.
Când WTA a reluat turneul în august, Cîrstea a jucat la Palermo Open. Ea a pierdut în prima rundă cu Sara Errani în trei seturi. La Western & Southern Open din New York ea a fost învinsă în runda finală de calificare de Anna Kalinskaia. Clasată pe locul 77 la US Open, Cîrstea a învins-o pe favorita nr. 9, Johanna Konta, în runda a doua. A fost eliminată în runda a treia de Karolína Muchová, cap de serie nr. 20.
Cîrstea a suferit o înfrângere în prima rundă la French Open în fața capului de serie nr. 14 Rîbakina.
În octombrie, Cîrstea a concurat la prima ediție a J&T Banka Ostrava Open. Ea a pierdut în primul tur al calificărilor în fața Paulei Badosa.  La Linz Open 2020, ea a fost învinsă în turul doi de calificarea de Océane Dodin. Turneul final al anului pentru Cîrstea a fost la Al Habtoor Tennis Challenge, un turneu ITF din Dubai. Ea a câștigat primul ei titlu la simplu din ianuarie 2016, învingând în finală favorita nr. 5, Kateřina Siniaková.
Cîrstea a încheiat anul pe locul 86.

### 2021: Runda patru la French Open, al doilea titlu la simplu
Când Cîrstea a intrat în Australia pentru Australian Open, a trebuit să intre într-o carantină dură după ce a călătorit lângă un pasager care a fost testat pozitiv pentru COVID-19. După aceasta, ea a intrat în turneul de încălzire destinat acelor jucători afectați de această carantină grea, Trofeul Grampians. Acolo, ea a învins favorita nr. 2, Belinda Bencic, în runda a doua. A pierdut în sferturi în fața lui Ann Li. În acest meci împotriva lui Li, Cîrstea a fost implicată într-un incident neobișnuit în care a solicitat o încălcare a codului de la arbitru, fiind iritată de comentariile repetate ale antrenorilor ei la adresa ei. La Australian Open,  ea a obținut prima sa victorie în fața unei jucătoare din top 10 din 2017, învingând capul de serie nr. 9, de trei ori câștigătoare de Grand Slam și finalista din 2019, Petra Kvitová, în runda a doua. A pierdut în fața capului de serie nr. 19, Markéta Vondroušová.
Cap de serie nr. 6 la Lyon Open, Cîrstea a pierdut în prima rundă în fața Ninei Stojanović. La Dubai, ea a fost învinsă în runda a doua de Anett Kontaveit, cap de serie nr.15. La Miami Open, a pierdut tot în runda a doua, învinsă din nou de Kontaveit.
Primul turneu al anului pe zgură al lui Cîrstea a fost la Cupa İstanbul. Ea a ajuns la prima finală de la Tașkent din 2019 și prima pe zgură de la Budapesta în 2007. A învins-o pe favorita nr.1, Elise Mertens, în seturi consecutive, pentru a câștiga primul ei titlu din 2008; ea a făcut acest lucru fără să piardă un set pe parcursul întregului turneu. În urma acestei victorii, a urcat pe locul 58 în clasamentul WTA, cea mai înaltă poziție din octombrie 2018. Jucând la Madrid cu wildcard, a fost învinsă în prima rundă de Jessica Pegula. La Internationaux de Strasbourg, a ajuns la a doua ei finală a sezonului; a pierdut în fața favoritei nr. 5 Barbora Krejčíková.. Clasată pe locul 54 la French Open, ea a ajuns în runda a patra, unde a fost eliminată din turneu de viitoarea semifinalistă Tamara Zidanšek.
Cîrstea și-a început sezonul pe iarbă la German Open de la Berlin. Ea a pierdut în prima rundă în fața favoritei nr. 6, Garbiñe Muguruza. Cap de serie nr. 6 la prima ediție a Bad Homburg Open, a fost învinsă în prima rundă de Andrea Petkovic. Clasată pe locul 45 la Wimbledon, ea a învins capul de serie nr. 12, de două ori câștigătoare de Grand Slam și fosta numărul 1 mondial, Victoria Azarenka, în runda a doua, în trei seturi. A fost eliminată în runda a treia de Emma Răducanu.
În august, Cîrstea a concurat la National Bank Open de la Montreal. Ea a pierdut în runda a doua în fața favoritei nr. 8 Azarenka. La Western & Southern Open din Cincinnati, ea a fost învinsă în runda de deschidere de viitoarea finalistă Jil Teichmann. Cap de serie nr. 3 la prima ediție a Chicago Women's Open, a fost eliminată în prima rundă de Tereza Martincová. Pe locul 39 la US Open, ea a învins capul de serie nr. 29, Veronika Kudermetova, în prima rundă. Apoi a pierdut în runda a doua în fața americancei Shelby Rogers.
Cap de serie nr. 4 la Slovenia Open, Cîrstea a ajuns în sferturile de finală unde a pierdut în fața viitoarei campioane Jasmine Paolini. La J&T Banka Ostrava Open, ea a fost învinsă în prima rundă de viitoarea campioană Kontaveit. Cap de serie 32 la Indian Wells Masters, ea a pierdut în runda a treia în fața favoritei nr. 4 Elina Svitolina.
Cîrstea a încheiat anul pe locul 38.

### 2022: Australian Open și runda a patra la Indian Wells
Cîrstea și-a început sezonul 2022 la prima ediție a Melbourne Summer Set 2. Cap de serie numărul cinci, ea a pierdut în runda a doua în fața viitoarei campioane Amanda Anisimova. Cap de serie nr. 9 la Adelaide International 2, a fost învinsă în prima rundă de Anhelina Kalinina. Clasată pe locul 38 la Australian Open, ea a învins-o pe Petra Kvitová, cap de serie nr. 20, pentru al doilea an consecutiv în prima rundă. A învins apoi favorita nr. 10 Anastasia Pavliucenkova, în runda a treia, pentru a ajunge în runda a patra pentru a doua oară în carieră. Ea a pierdut în trei seturi în fața favoritei nr. 7, Iga Świątek.
Cîrstea a pierdut în runda a doua a Trofeului Sankt Petersburg în fața favoritei nr. 1 și a viitoarei campioane, Anett Kontaveit. La Doha, ea a fost eliminată din turneu în runda a doua de capul de serie nr. 5 și de două ori finalista, Garbiñe Muguruza. Cap de serie nr. 2 la Lyon Open, a fost eliminată în semifinale de Daiana Iastremska.
Cap de serie nr. 26 la Indian Wells Masters, ea a ajuns în runda a patra unde a pierdut în fața capului de serie nr. 24 și campioană în 2015, Simona Halep. Cap de serie nr. 24 la Miami Open, ea a fost învinsă în runda a doua de Shuai Zhang.
Cîrstea și-a început sezonul pe zgură la Cupa İstanbul. Favorită nr. 2 și campioană en-titre, ea a ajuns în semifinale, unde a pierdut în fața capului de serie nr. 3 Veronika Kudermetova. La Madrid, a fost învinsă în prima rundă de spaniola Nuria Párrizas Díaz. La Italian Open, ea a pierdut în prima rundă în fața capului de serie nr. 9 și finalistei, Ons Jabeur. Cap de serie nr. 3 și finalistă anul trecut la Internationaux de Strasbourg, a fost învinsă în prima rundă de o jucătoare venită din calificări, Ekaterina Makarova, în trei seturi. Cap de serie nr. 26 la French Open, ea a pierdut în runda a doua în fața finalistei din 2018, americanca Sloane Stephens.
Cîrstea și-a început sezonul pe iarbă la Birmingham Classic. Cap de serie nr. 6, ea a ajuns în semifinale, unde a pierdut în favoarea chinezoaicei Shuai Zhang, cap de serie nr. 8. La Eastbourne, ea s-a retras în timpul meciului din prima rundă împotriva Anhelinei Kalinina din cauza problemelor medicale. Clasată pe locul 26 la Wimbledon, ea a pierdut în runda a doua în fața viitoarei semifinaliste Tatjana Maria.
Favorită nr. 4 la Openul de la Praga, Cîrstea a pierdut în meciul din prima rundă în fața jucătoarei venite din calificări Oksana Selekhmeteva.
Cîrstea și-a început pregătirea pentru US Open la Cincinnati masters. A învins capul de serie nr. 12, Belinda Bencic, în prima rundă. Ea a pierdut în runda a doua în fața finalistei Petra Kvitová. După US Open, ea l-a angajat pe fostul jucător Thomas Johansson pentru a-i fi antrenor.

### 2023: Prima semifinală WTA 1000 din 2013, revenirea în top 25

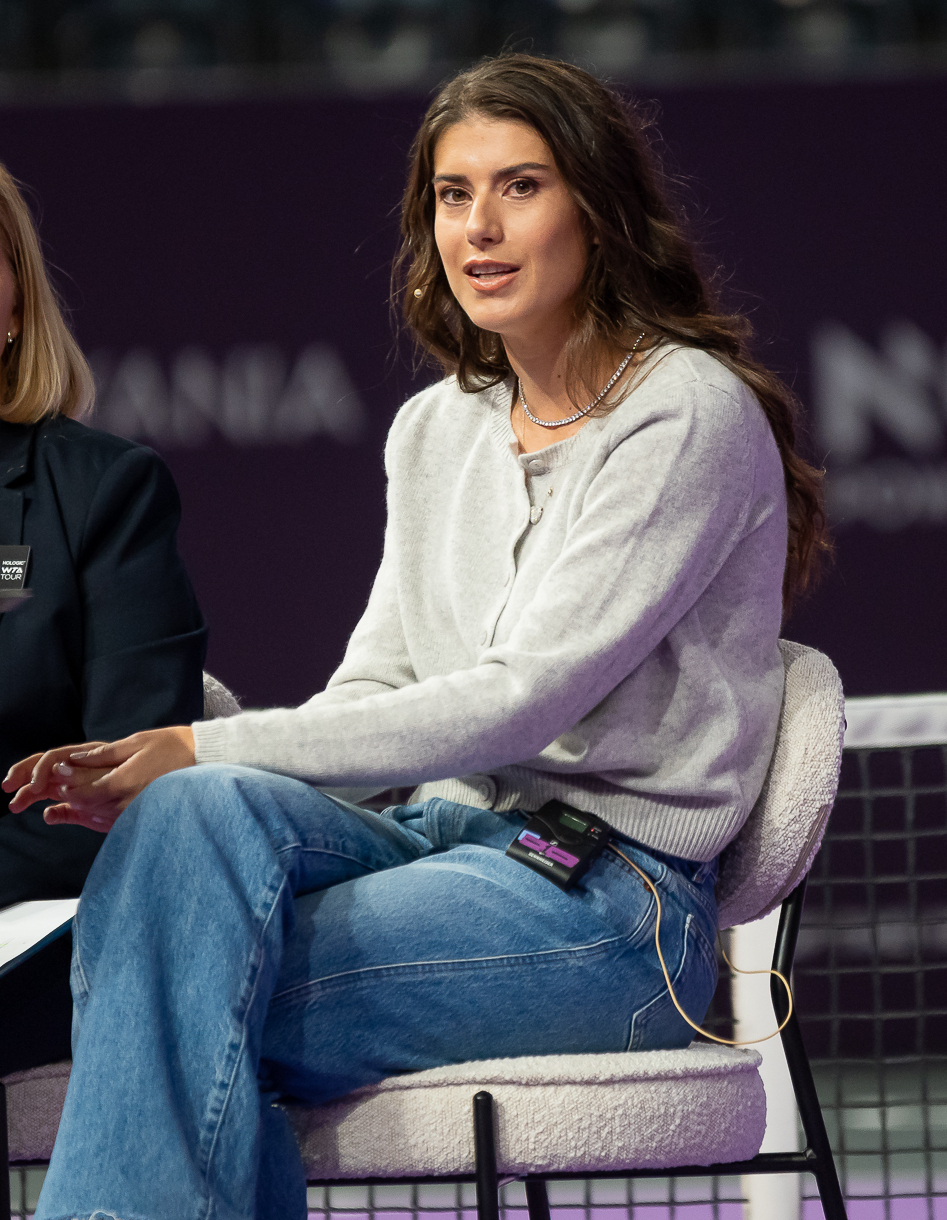
Sorana Cîrstea la Transylvania Open 2023, înainte de începerea turneului

La Campionatele de tenis din Dubai din 2023, ea a învins capul de serie nr. 11, Beatriz Haddad Maia, în cel mai lung meci al sezonului de până acum, cu o durată de 3 ore și 29 de minute.
Clasată pe locul 83 la următorul WTA 1000, BNP Paribas Open 2023, pentru al doilea an consecutiv, ea a ajuns în runda a patra învingând-o pe Kimberly Birrell, capul de serie nr. 19 Madison Keys prin walkover, și pe Bernarda Pera. Apoi a învins favorita nr. 5 Caroline Garcia pentru a ajunge în primul ei sfert de finală la acest nivel din 2017 și la acest turneu și doar al cincilea în carieră. În următorul WTA 1000 de la Miami, ea a învins-o din nou pe Caroline Garcia, a doua victorie în top 5 în două săptămâni, și pe Karolína Muchová. Apoi ea a învins pe Markéta Vondroušová ajungând în sferturile de finală la un turneu de nivel WTA 1000. Cîrstea a ajuns în semifinale fără să piardă un set, doar pentru a doua oară la nivelul WTA 1000 într-un deceniu (după finala Canadian Open din 2013), învingând-o pe numărul 2 mondial Arina Sabalenka pentru cea mai mare victorie din cariera ei. A a fost prima jucătoare clasată în afara top 50 care a câștigat peste nouă meciuri pe tabloul principal la Sunshine Double într-un singur an: patru la Indian Wells și cinci la Miami. Drept urmare, ea a intrat din nou în top 50, la un loc de primii 40.
La 7 mai, Cîrstea a învins-o pe Elizabeth Mandlik în finala de la Catalonia Open pentru a deveni prima campioană la ediția inaugurală a turneelor WTA 125 din 2023.
Cap de serie numărul 30 la US Open, Cîrstea a ajuns în sferturile de finală ale unui turneu de Grand Slam pentru a doua oară și la paisprezece ani după prima sa apariție în sferturi, la Roland Garros 2009. Parcursul său până în sferturi a inclus victorii surprinzătoare în fața fostei campioane de Grand Slam și nr. 4 mondial, Elena Rîbakina, în runda a treia, și a Belindei Bencic, cap de serie nr. 15, în optimile de finală. În sferturile de finală, a cedat în fața Karolinei Muchová, cap de serie nr. 10 și fostă finalistă la Roland Garros, în două seturi.

### 2024: A treia semifinală WTA 1000
La ediția 2024 a Dubai Tennis Championships Cîrstea a avansat în sferturile de finală după ce le-a învins pe Veronika Kudermetova, cap de serie nr. 13, Donna Vekic și Markéta Vondroušová, cap de serie nr. 7. Cîrstea, locul 22 mondial, condusă cu 6–2, 5–1, a forțat un tiebreak în setul al doilea, permițându-i Vondroušovei doar două game-uri. Sorana Cîrstea s-a calificat pentru prima dată în semifinalele turneului WTA 1000 de la Dubai și a rezumat parcursul în propriile cuvinte: „Aceasta a fost probabil cea mai mare răsturnare de situație din cariera mea. Ca să fiu sinceră, la 1:5 nu mă gândeam să câștig...”.

### 2025: Primul titlu WTA 1000 la dublu
În parteneriat cu Anna Kalinskaia, Cîrstea a câștigat primul său titlu WTA 1000 la dublu la Madrid Open, învingându-le în finală pe Veronika Kudermetova și Elise Mertens.

## Stilul de joc
Cîrstea este o jucătoare de bază agresivă, al cărei joc se concentrează în jurul loviturilor de teren rapide, plate și puternice. Ca rezultat al stilului ei de joc cu risc ridicat, acumulează de obicei un număr mare atât de puncte câștigate și cât și de erori neforțate. Reverul ei este cea mai de încredere lovitură de fond și ia în mod constant puncte cu această lovitură și, chiar și atunci când nu țintește în mod special liniile, reverul pătrunde adânc în teren, permițându-i să dicteze jocul. Forehandul ei este lovit foarte plat, permițându-i să lovească adânc în teren cu regularitate, să genereze putere constantă și să lovească un număr mare de puncte câștigătoare; forehand-ul ei este oarecum neregulat, ceea ce înseamnă că erorile neforțate se acumulează din această parte. Cîrstea este capabilă să genereze unghiuri ascuțite pe ambele părți, producând puncte câștigătoare. În conformitate cu Tennis Spy, pasul ei lung înseamnă că acoperă terenul fără să pară să se miște foarte repede, permițându-i să-și execute stilul de joc excelent. Ca jucător de dublu, ea este, de asemenea, un voleior foarte puternic și îi place să atace cu mingi scurte cu voleu puternic. Primul ei serviciu este puternic, ajungând la 109 mph (175 km/h), permițându-i să servească ași și să dicteze jocul de la prima lovitură, totuși o tendință de a-și asuma riscuri la al doilea serviciu duce la o acumulare de duble greșeli (fault) atunci când este nervoasă.

## Sponsorizări
Între 2006 și 2016, Cîrstea a fost sponsorizată pentru îmbrăcăminte, îmbrăcăminte și încălțăminte de către Adidas; din 2016, ea este sponsorizată de New Balance. Cîrstea a folosit numeroase rachete de-a lungul carierei sale profesionale – până în 2014, Cîrstea a folosit rachete Wilson, susținând în mod special gama de rachete Wilson Blade. În 2015, Cîrstea a folosit racheta Babolat Pure Strike, înainte de a trece la modelul Pure Aero între 2016 și 2019. Ulterior, Cîrstea a trecut la racheta Yonex EZONE 100 în 2019 și încă mai folosește această rachetă în prezent.

## Rezultate

### Turnee de Grand Slam
| C | F | SF | QF | #R | RR | Q# | P# | DNQ | A | Z# | PO | Au | Ag | Br | NMS | P | NH |

#### Simplu
| Turneu           | 2007 | 2008 | 2009 | 2010 | 2011 | 2012 | 2013 | 2014 | 2015 | 2016 | 2017 | 2018 | 2019 | 2020 | 2021 | 2022 | 2023 | 2024 | 2025 | SR     | C–P   |
| ---------------- | ---- | ---- | ---- | ---- | ---- | ---- | ---- | ---- | ---- | ---- | ---- | ---- | ---- | ---- | ---- | ---- | ---- | ---- | ---- | ------ | ----- |
| Australian Open  | A    | 1R   | 1R   | 2R   | 2R   | 3R   | 3R   | 1R   | 1R   | A    | 4R   | 2R   | 1R   | 2R   | 3R   | 4R   | 1R   | 1R   | 1R   | 0 / 17 | 16–17 |
| French Open      | A    | 2R   | QF   | 1R   | 3R   | 1R   | 3R   | 3R   | Q3   | 1R   | 2R   | 1R   | 2R   | 1R   | 4R   | 2R   | 1R   | 1R   |      | 0 / 16 | 17–16 |
| Wimbledon        | Q2   | 2R   | 3R   | 1R   | 1R   | 3R   | 2R   | 1R   | Q2   | 1R   | 3R   | 2R   | 1R   | NH   | 3R   | 2R   | 3R   | 1R   |      | 0 / 15 | 14–15 |
| US Open          | Q1   | 2R   | 3R   | 1R   | 1R   | 2R   | 2R   | 2R   | Q3   | 1R   | 2R   | 2R   | 3R   | 3R   | 2R   | 2R   | QF   | A    |      | 0 / 15 | 18–15 |
| Câștigat–pierdut | 0–0  | 3–4  | 8–4  | 1–4  | 3–4  | 5–4  | 6–4  | 3–4  | 0–1  | 0–3  | 7–4  | 3–4  | 3–4  | 3–3  | 8–4  | 6–4  | 6–4  | 0–3  | 0–1  | 0 / 63 | 65–63 |

### Finale WTA

#### Simplu: 6 (2 titluri, 4 finale)
| Legendă        |
| -------------- |
| Grand Slam     |
| WTA 1000 (0–1) |
| WTA 500        |
| WTA 250 (2–3)  |

| Finale după suprafață |
| --------------------- |
| Dură (1–2)            |
| Iarbă (0–0)           |
| Zgură (1–2)           |
| Covor (0–0)           |

| Rezultat | C–P | Dată            | Turneu                               | Categorie     | Suprafață | Adversar            | Scor               |
| -------- | --- | --------------- | ------------------------------------ | ------------- | --------- | ------------------- | ------------------ |
| Pierdut  | 0–1 | aprilie 2007    | Budapest Grand Prix, Ungaria         | Tier III      | Zgură     | Gisela Dulko        | 7–6(7–2), 2–6, 2–6 |
| Câștigat | 1–1 | octombrie 2008  | Tashkent Open, Uzbekistan            | Tier IV       | Dură      | Sabine Lisicki      | 2–6, 6–4, 7–6(7–4) |
| Pierdut  | 1–2 | august 2013     | Canadian Open, Canada                | Premier 5     | Dură      | Serena Williams     | 2–6, 0–6           |
| Pierdut  | 1–3 | septembrie 2019 | Tashkent Open, Uzbekistan            | International | Dură      | Alison Van Uytvanck | 2–6, 6–4, 4–6      |
| Câștigat | 2–3 | aprilie 2021    | İstanbul Cup, Turcia                 | WTA 250       | Zgură     | Elise Mertens       | 6–1, 7–6(7–3)      |
| Pierdut  | 2–4 | mai 2021        | Internationaux de Strasbourg, Franța | WTA 250       | Zgură     | Barbora Krejčíková  | 3–6, 3–6           |

### Dublu: 10 (5 titluri, 5 finale)
| Legendă       |
| ------------- |
| Grand Slam    |
| WTA 1000      |
| WTA 500 (0–1) |
| WTA 250 (5–4) |

| Finale după suprafață |
| --------------------- |
| Dură (2–2)            |
| Iarbă (0–0)           |
| Zgură (3–3)           |
| Covor (0–0)           |

| Rezultat | C–P | Dată           | Turneu                       | Categorie     | Suprafață | Parteneră                | Adversare                                          | Scor                  |
| -------- | --- | -------------- | ---------------------------- | ------------- | --------- | ------------------------ | -------------------------------------------------- | --------------------- |
| Cîștigat | 1–0 | mai 2008       | Morocco Open, Maroc          | Tier IV       | Zgură     | Anastasia Pavlyuchenkova | Alisa Kleybanova Ekaterina Makarova                | 6–2, 6–2              |
| Pierdut  | 1–1 | august 2008    | Connecticut Open, U.S.       | Tier II       | Dură      | Monica Niculescu         | Květa Peschke Lisa Raymond                         | 6–4, 5–7, [7–10]      |
| Câștigat | 2–1 | octombrie 2008 | Luxembourg Open, Luxembourg  | Tier III      | Dură (i)  | Marina Erakovic          | Vera Dushevina Mariya Koryttseva                   | 2–6, 6–3, [10–8]      |
| Pierdut  | 2–2 | aprilie 2009   | Barcelona Open, Spania       | International | Zgură     | Andreja Klepač           | Nuria Llagostera Vives María José Martínez Sánchez | 6–3, 2–6, [8–10]      |
| Pierdut  | 2–3 | aprilie 2009   | Morocco Open, Maroc          | International | Zgură     | Maria Kirilenko          | Alisa Kleybanova Ekaterina Makarova                | 3–6, 6–2, [8–10]      |
| Câștigat | 3–3 | mai 2010       | Estoril Open, Portugalia     | International | Zgură     | Anabel Medina Garrigues  | Vitalia Diatchenko Aurélie Védy                    | 6–1, 7–5              |
| Pierdut  | 3–4 | iulie 2010     | Budapest Grand Prix, Ungaria | International | Zgură     | Anabel Medina Garrigues  | Timea Bacsinszky Tathiana Garbin                   | 3–6, 3–6              |
| Câștigat | 4–4 | august 2011    | Texas Open, U.S.             | International | Dură      | Alberta Brianti          | Alizé Cornet Pauline Parmentier                    | 7–5, 6–3              |
| Pierdut  | 4–5 | octombrie 2014 | Tianjin Open, China          | International | Dură      | Andreja Klepač           | Alla Kudryavtseva Anastasia Rodionova              | 7–6(6–8), 2–6, [8–10] |
| Câștigat | 5–5 | aprilie 2019   | Lugano Open, Elveția         | International | Zgură     | Andreea Mitu             | Veronika Kudermetova Galina Voskoboeva             | 1–6, 6–2, [10–8]      |

## Finale WTA Challenger

### Simplu: 1 (titlu)
| Rezultat | C–P | Dată     | Turneu               | Suprafață | Adversar          | Scor               |
| -------- | --- | -------- | -------------------- | --------- | ----------------- | ------------------ |
| Câștigat | 1–0 | mai 2023 | WTA 125 Reus, Spania | Zgură     | Elizabeth Mandlik | 6–1, 4–6, 7–6(7–1) |

### ITF Simplu: 16 (9–7)
| Legendă            |
| ------------------ |
| Turnee de $100,000 |
| Turnee de $60,000  |
| Turnee de $25,000  |
| Turnee de $10,000  |

| Rezultat | C–P | Dată     | Turneu                       | Categorie | Suprafață | Adversar               | Scor               |
| -------- | --- | -------- | ---------------------------- | --------- | --------- | ---------------------- | ------------------ |
| Câștigat | 1–0 | oct 2005 | ITF Porto Santo, Portugalia  | 10,000    | Dură      | Pauline Wong           | 6–2, 7–6(7–3)      |
| Câștigat | 2–0 | feb 2006 | ITF Albufeira, Portugalia    | 10,000    | Dură      | Chayenne Ewijk         | 6–0, 7–5           |
| Pierdut  | 2–1 | mai 2006 | ITF București, România       | 10,000    | Zgură     | Ioana Raluca Olaru     | 6–1, 4–6, 1–6      |
| Câștigat | 3–1 | mai 2006 | ITF București, România       | 10,000    | Zgură     | Simona Matei           | 6–2, 2–6, 7–5      |
| Câștigat | 4–1 | iul 2007 | ITF Bucharest, România       | 25,000    | Zgură     | Alexandra Dulgheru     | 6–4, 6–3           |
| Pierdut  | 4–2 | nov 2007 | ITF Minsk, Belarus           | 50,000    | Dură (i)  | Evgeniya Rodina        | 1–6, 1–6           |
| Pierdut  | 4–3 | mai 2008 | ITF București, România       | 50,000    | Zgură     | Petra Cetkovská        | 6–7(5–7), 6–7(3–7) |
| Pierdut  | 4–4 | iul 2008 | ITF Cuneo, Italia            | 100,000   | Zgură     | Tathiana Garbin        | 3–6, 1–6           |
| Pierdut  | 4–5 | sep 2008 | ITF Atena, Grecia            | 100,000   | Zgură     | Lourdes Domínguez Lino | 4–6, 4–6           |
| Pierdut  | 4–6 | oct 2010 | ITF Las Vegas, Statele Unite | 50,000    | Dură      | Varvara Lepchenko      | 2–6, 0–6           |
| Câștigat | 5–6 | mai 2011 | ITF Cagnes-sur-Mer, Franța   | 100,000   | Zgură     | Pauline Parmentier     | 6–7(5–7), 6–2, 6–2 |
| Câștigat | 6–6 | sep 2011 | ITF Saint-Malo, Franța       | 100,000   | Zgură     | Sílvia Soler Espinosa  | 6–2, 6–2           |
| Câștigat | 7–6 | oct 2011 | ITF Limoges, Franța          | 50,000    | Dură (i)  | Sofia Arvidsson        | 6–2, 6–2           |
| Pierdut  | 7–7 | ian 2016 | ITF Guarujá, Brazilia        | 25,000    | Dură      | Montserrat González    | 6–1, 6–7(5–7), 2–6 |
| Câștigat | 8–7 | ian 2016 | ITF Bertioga, Brazilia       | 25,000    | Dură      | Catalina Pella         | 6–1, 6–7(4–7), 6–3 |
| Câștigat | 9–7 | dec 2020 | ITF Dubai, UAE               | 100,000   | Dură      | Kateřina Siniaková     | 4–6, 6–3, 6–3      |

### ITF Dublu: 16 (9–7)
| Legendă            |
| ------------------ |
| Turnee de $100,000 |
| Turnee de $60,000  |
| Turnee de $25,000  |
| Turnee de $10,000  |

| Rezultat | Nr. | Dată               | Turneu                  | Suprafață | Parteneră             | Oponente                             | Scor               |
| -------- | --- | ------------------ | ----------------------- | --------- | --------------------- | ------------------------------------ | ------------------ |
| Câștigat | 1.  | 29 august 2004     | Timișoara, România      | Zgură     | Gabriela Niculescu    | Lenore Lazaroiu Ioana Raluca Olaru   | 6–1, 2–6, 6–2      |
| Câștigat | 2.  | 5 septembrie 2004  | Arad, România           | Zgură     | Gabriela Niculescu    | Yevgenia Savransky Sandra Záhlavová  | 6–2, 6–2           |
| Pierdut  | 1.  | 7 august 2005      | București               | Zgură     | Bianca Ioana Bonifate | Corina Corduneanu Ioana Raluca Olaru | 1–6, 1–6           |
| Câștigat | 3.  | 16 octombrie 2005  | Porto Santo, Portugalia | Hard      | Alexandra Orășanu     | Diana Eriksson Nadja Roma            | 5–7, 7–5, 6–4      |
| Câștigat | 4.  | 23 octombrie 2005  | Porto Santo, Portugalia | Hard      | Alexandra Orășanu     | Hannah Kuervers Imke Kusgen          | 6–7(2–7), 6–4, 6–0 |
| Pierdut  | 2.  | 19 februarie 2006  | Albufeira, Portugalia   | Hard      | Polona Reberšak       | Émilie Bacquet Chayenne Ewijk        | 4–6, 4–6           |
| Câștigat | 5.  | 7 mai 2006         | București, România      | Zgură     | Gabriela Niculescu    | Simona Matei Ioana Raluca Olaru      | 6–4, 0–6, 7–6(7–3) |
| Pierdut  | 3.  | 12 mai 2006        | București, România      | Zgură     | Diana Enache          | Gabriela Niculescu Monica Niculescu  | 3–6, 0–6           |
| Câștigat | 6.  | 24 septembrie 2006 | Madrid, Spania          | Hard      | Katie O'Brien         | Gaëlle Widmer Céline Cattaneo        | 6–4, 6–4           |
| Pierdut  | 4.  | 29 octombrie 2006  | Istanbul, Turcia        | Hard (i)  | Katie O'Brien         | Mervana Jugić-Salkić İpek Șenoğlu    | W/O                |
| Pierdut  | 5.  | 29 octombrie 2006  | Stockholm, Suedia       | Hard (i)  | Melanie South         | Danica Krstajić Olga Panova          | 2–6, 6–0, 2–6      |
| Câștigat | 7.  | 17 martie 2007     | Las Palmas, Spania      | Hard      | Mădălina Gojnea       | Claire Curran Melanie South          | 4–6, 7–6(7–5), 6–4 |
| Câștigat | 8.  | 3 august 2007      | București, România      | Zgură     | Ágnes Szatmári        | Mihaela Buzărnescu Monica Niculescu  | retragere          |
| Pierdut  | 6.  | 11 mai 2008        | București, România      | Zgură     | Ágnes Szatmári        | Petra Cetkovská Hana Sromová         | 4–6, 5–7           |
| Câștigat | 9.  | 8 septembrie 2008  | Athena, Grecia          | Zgură     | Galina Voskoboeva     | Kristina Barrois Julia Schruff       | 6–2, 6–4           |
| Pierdut  | 7.  | 29 iunie 2010      | Cuneo, Italia           | Zgură     | Andreja Klepač        | Eva Birnerová Lucie Hradecká         | 3–6, 6–4, [10–8]   |

## Câștiguri
Actualizat după US Open 2022
| An      | Titluri de Grand Slam | Titluri simplu WTA | Total titluri simplu | Câștiguri ($) | Poziție după câștiguri |
| 2008    | 0                     | 1                  | 1                    | 280,238       | 59                     |
| 2009    | 0                     | 0                  | 0                    | 531,035       | 37                     |
| 2010    | 0                     | 0                  | 0                    | 224,541       | 82                     |
| 2011    | 0                     | 0                  | 0                    | 264,484       | 71                     |
| 2012    | 0                     | 0                  | 0                    | 415,640       | 52                     |
| 2013    | 0                     | 0                  | 0                    | 769,626       | 31                     |
| 2014    | 0                     | 0                  | 0                    | 417,619       | 72                     |
| 2015    | 0                     | 0                  | 0                    | 96,588        | 184                    |
| 2016    | 0                     | 0                  | 0                    | 311,449       | 99                     |
| 2017    | 0                     | 0                  | 0                    | 899,657       | 40                     |
| 2018    | 0                     | 0                  | 0                    | 613,499       | 64                     |
| 2019    | 0                     | 0                  | 0                    | 538,932       | 78                     |
| 2020    | 0                     | 0                  | 0                    | 362,893       | 60                     |
| 2021    | 0                     | 1                  | 1                    | 826,314       | 38                     |
| 2022    | 0                     | 0                  | 0                    | 820,594       | 48                     |
| 2023    | 0                     | 0                  | 0                    | 655,988       | 21                     |
| Carieră | 0                     | 2                  | 2                    | 7,475,507     | 88                     |